# Batman: Arkham City
Vous lisez un « article de qualité » labellisé en 2025.
Pour les articles homonymes, voir Batman (homonymie).
Batman: Arkham City est un jeu vidéo d'action-aventure développé par Rocksteady Studios, édité par Warner Bros. Games et sorti dans le monde entier sur les consoles de jeux vidéo PlayStation 3 et Xbox 360 en octobre 2011. Un mois plus tard, une version Microsoft Windows voit le jour. Suite directe de Batman: Arkham Asylum (2009), ce deuxième volet de la série plonge les joueurs dans l'atmosphère sombre et complexe de l'univers Batman. Écrit sous la direction de Paul Dini, scénariste chevronné de Batman, avec la collaboration de Paul Crocker et Sefton Hill, le jeu puise profondément dans l'univers des comics pour offrir une expérience narrative riche. L'histoire principale voit Batman enfermé dans Arkham City, une super-prison qui englobe les quartiers les plus dangereux de Gotham City, où il doit déjouer un sinistre complot orchestré par l'énigmatique Dr Hugo Strange.
Le gameplay en vue à la troisième personne perfectionne la formule de son prédécesseur, mettant en valeur les multiples talents du Chevalier Noir : un système de combat fluide et tactique, des séquences d'infiltration exigeantes, des énigmes et une panoplie de gadgets. La carte ouverte, cinq fois plus vaste que celle d'Arkham Asylum, est spécialement conçue pour exploiter les capacités de vol et de déplacement aérien du justicier. En plus de la quête principale riche en rebondissements, le jeu propose de nombreuses missions secondaires approfondissant l'univers, ainsi qu'une campagne parallèle permettant d'incarner Catwoman avec son style de jeu unique.
Développé dès février 2009 avec un budget marketing dépassant les 10 millions de dollars, le projet bénéficie d'une bande-son composée par Nick Arundel et Ron Fish, déclinée en deux albums distincts. Arkham City reçoit un accueil critique unanime, notamment pour sa narration, la conception des personnages et du monde, la bande-son et les capacités de combat de Batman, égalant The Elder Scrolls V: Skyrim comme jeu le mieux noté de l'année sur Metacritic. Récompensé par de nombreux prix (dont plusieurs Jeu de l'année et distinctions pour son gameplay, sa narration et sa musique), il est largement considéré comme l'un des meilleurs jeux de super-héros jamais réalisés, avec plus de 12,5 millions d'exemplaires vendus générant plus de 600 millions de dollars de revenus.
Un jeu mobile dérivé, Batman: Arkham City Lockdown, sort en décembre 2011. Arkham City fait l'objet de plusieurs rééditions, notamment une édition « Jeu de l'année » en mai 2012, des versions Wii U et OS X en novembre et décembre 2012, et une version remastérisée pour PlayStation 4 et Xbox One en octobre 2016. Une préquelle de la série, Batman: Arkham Origins, sort en octobre 2013, et une suite narrative, Batman: Arkham Knight, sort en juin 2015.

## Trame

### Généralités
Les événements d'Arkham City se déroulent un an et demi après l'émeute de l'asile d'Arkham, alors que Quincy Sharp, l'ancien directeur de l'asile, s'approprie le mérite d'avoir mis fin au siège armé du Joker et profite de sa notoriété pour être élu maire de Gotham City. Comme l'asile d'Arkham et le pénitencier de Blackgate ne peuvent plus servir de lieux de détention, Sharp rachète une grande partie des bas quartiers de la ville pour fonder Arkham City, une ville close où tous les criminels de Gotham peuvent vivre libres, à la seule condition qu'ils ne cherchent pas à s'enfuir. Cet établissement est ensuite confié au psychiatre Hugo Strange, qui manipule secrètement Sharp, et est surveillé par une société militaire privée véreuse, TYGER Security. Strange permet aux détenus de faire ce qu'ils veulent, tant qu'ils ne tentent pas de s'échapper. Batman se méfie et veille sur ce nouveau projet, craignant que la situation chaotique qui y règne ne devienne incontrôlable. Pendant ce temps, le Joker souffre d'une maladie potentiellement mortelle causée par sa consommation antérieure de la formule Titan, un sérum stéroïdien instable qui transforme les hommes en monstres fous.

### Personnages
Comme pour le précédent volet, le personnage incarné est Bruce Wayne / Batman (Kevin Conroy), un justicier masqué luttant contre la criminalité à Gotham City. Sous son identité civile de milliardaire, il dénonce le but d'Arkham City mais se fait arrêter par les hommes du directeur de la prison, le psychiatre Hugo Strange (Corey Burton). Pour l'aider, Batman peut compter sur plusieurs alliés. Son majordome Alfred Pennyworth (Martin Jarvis) ainsi qu'Oracle (Kimberly Brooks) lui fournissent de l'aide à la radio tandis que Tim Drake / Robin (Troy Baker) apparait brièvement lors d'une cinématique au cours de l'histoire. Personnage potentiellement jouable, Catwoman (Grey DeLisle) vient également en aide au Chevalier Noir,.
La prison est le théâtre d'une guerre des gangs entre celui du Joker (Mark Hamill), toujours assisté par Harley Quinn (Tara Strong) et gravement malade à cause du Titan qu'il s'est injecté, celui de l'ancien procureur de district défiguré Double-Face (Troy Baker) et celui du Pingouin (Nolan North) qui s'est retrouvé enfermé dans la prison. Le Joker a enlevé la femme de Mr Freeze (Maurice LaMarche) pour que ce dernier lui concocte un antidote,.
Les autres super-vilains présents lors de la quête principale sont Ra's al Ghul (Dee Bradley Baker) qui, avec l'aide de sa fille Talia al Ghul (Stana Katic), tente de faire adhérer Batman à la Ligue des Assassins dont il est le Maître,, le zombie Solomon Grundy (Fred Tatasciore),, et le métamorphe Gueule d'argile (Rick D. Wasserman),.
Plusieurs super-vilains se trouvent également via des quêtes secondaires. Bane (Fred Tatasciore) s'allie à Batman pour détruire des conteneurs de Titan,, l'assassin Deadshot (Chris Cox) infiltre Arkham City afin de tuer plusieurs cibles,, Thomas Eliott / Silence (Kevin Conroy) est l'auteur de plusieurs meurtres afin de prendre une partie du visage de ses victimes,, Victor Zsasz (Danny Jacobs) défie Batman dans une course pour relier une cabine téléphonique à une autre dans un temps imparti, sous peine de tuer des otages,, le Chapelier fou (Peter MacNicol) tente de piéger Batman et l'affronte pendant qu'il hallucine,, l'Homme-mystère (Wally Wingert) défie Batman de résoudre ses énigmes éparpillées dans toute la ville de la même manière qu'il l'avait fait dans l'asile d'Arkham,.
Les autres personnages notables sont Calendar Man (Maurice LaMarche), qui se trouve enfermé dans le tribunal et raconte une histoire suivant la date du jour, et Poison Ivy (Tasia Valenza) qui est présente dans le contenu téléchargeable Catwoman,. Azrael (Khary Payton) épie Batman dans la prison,, les journalistes Vicki Vale (Grey DeLisle) et Jack Ryder (James Horan) ainsi que l'ancien directeur de l'asile d'Arkham, devenu maire, Quincy Sharp (Tom Kane) se trouvent bloqués dans la ville,,, le commissaire de police James « Jim » Gordon (David Kaye) apparait brièvement à la fin, Black Mask (Nolan North) et Killer Croc (Steven Blum) apparaissent en tant que caméo dans le jeu.

Portraits des interprètes principaux faisant partie de la distribution du jeu
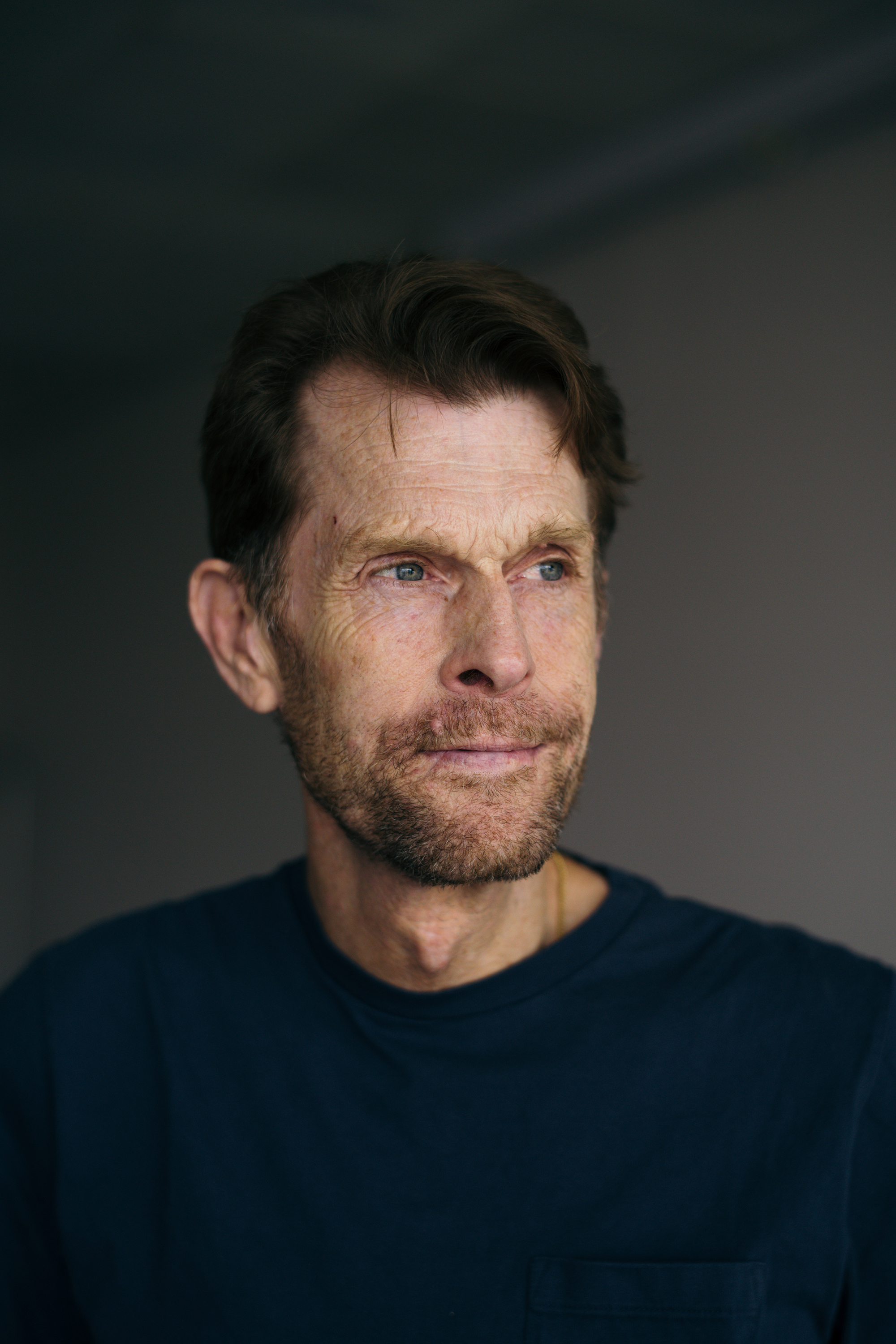
Kevin Conroy en 2018.
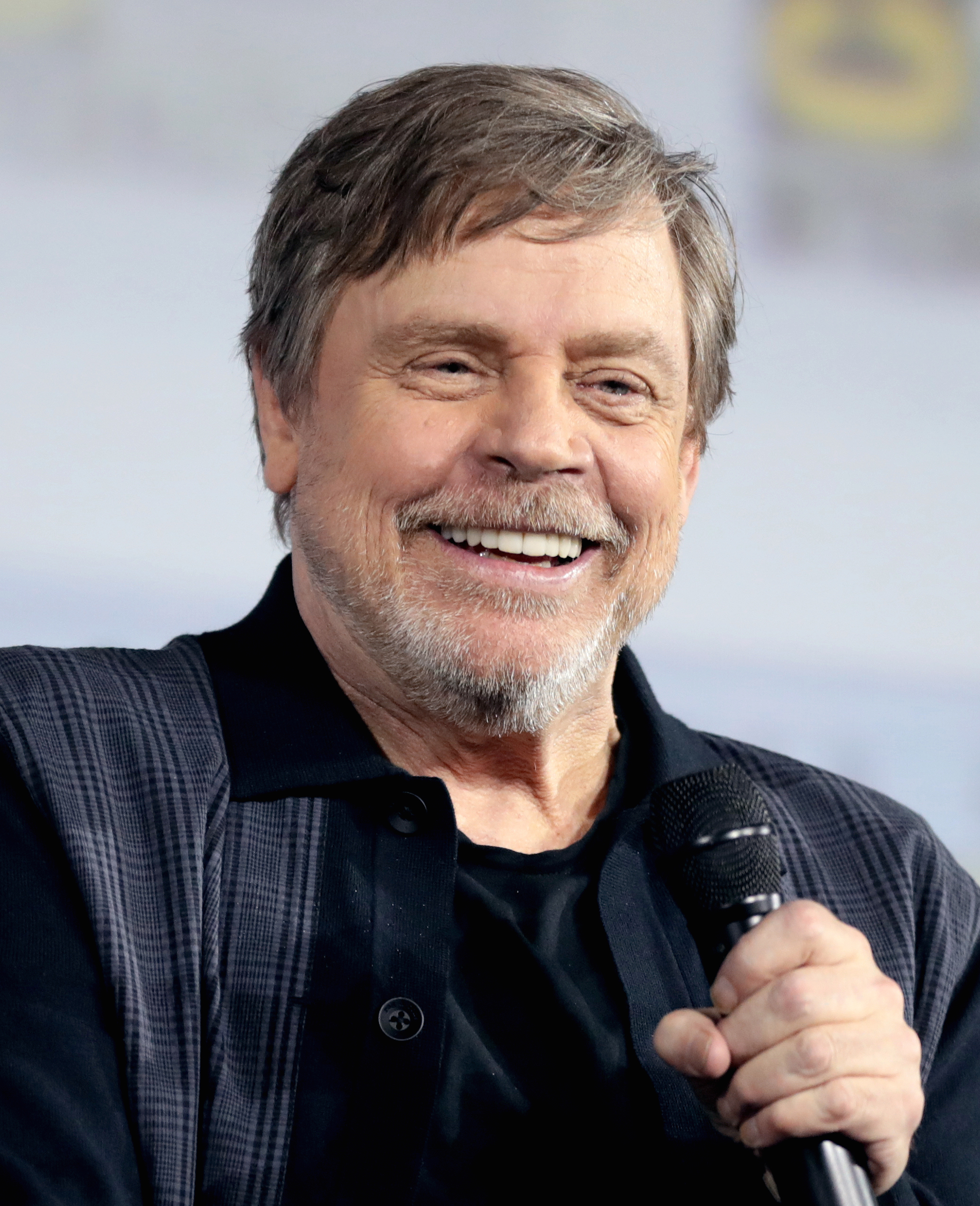
Mark Hamill en 2019.
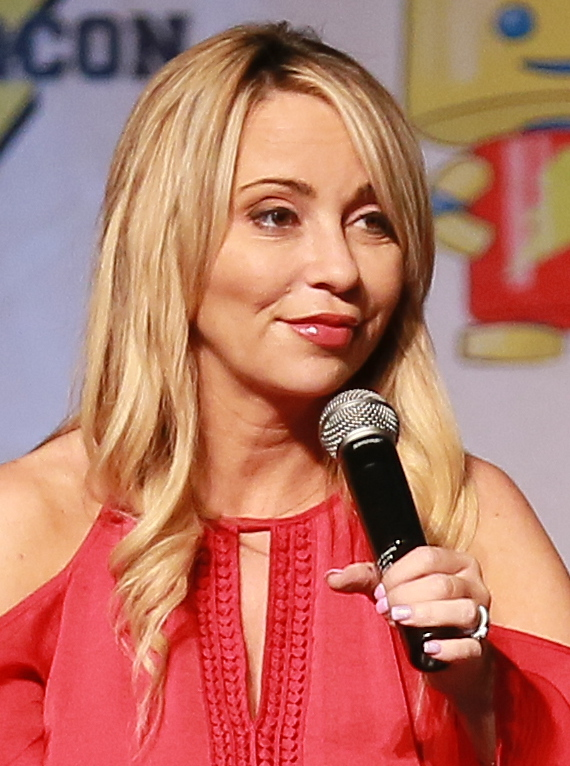
Tara Strong en 2017.
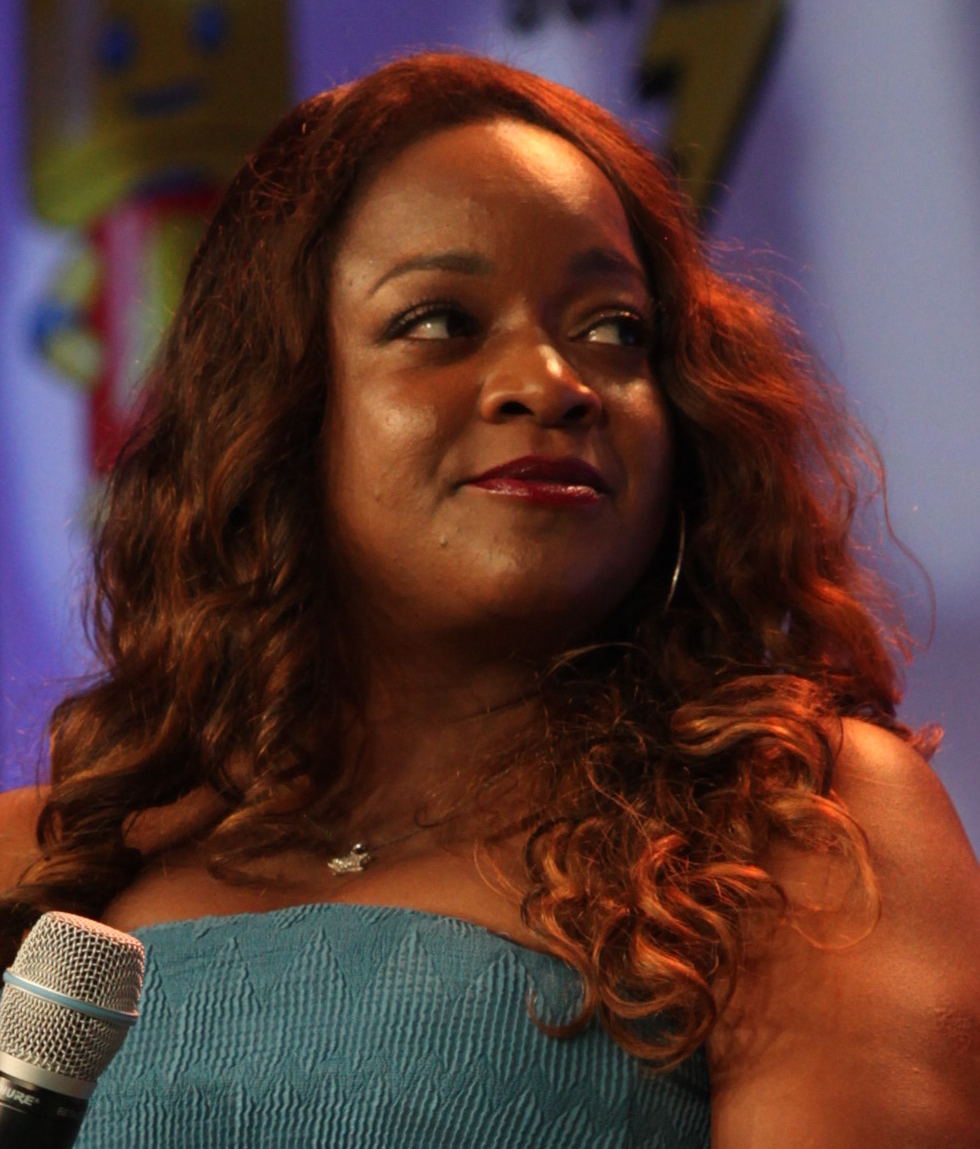
Kimberly Brooks en 2018.
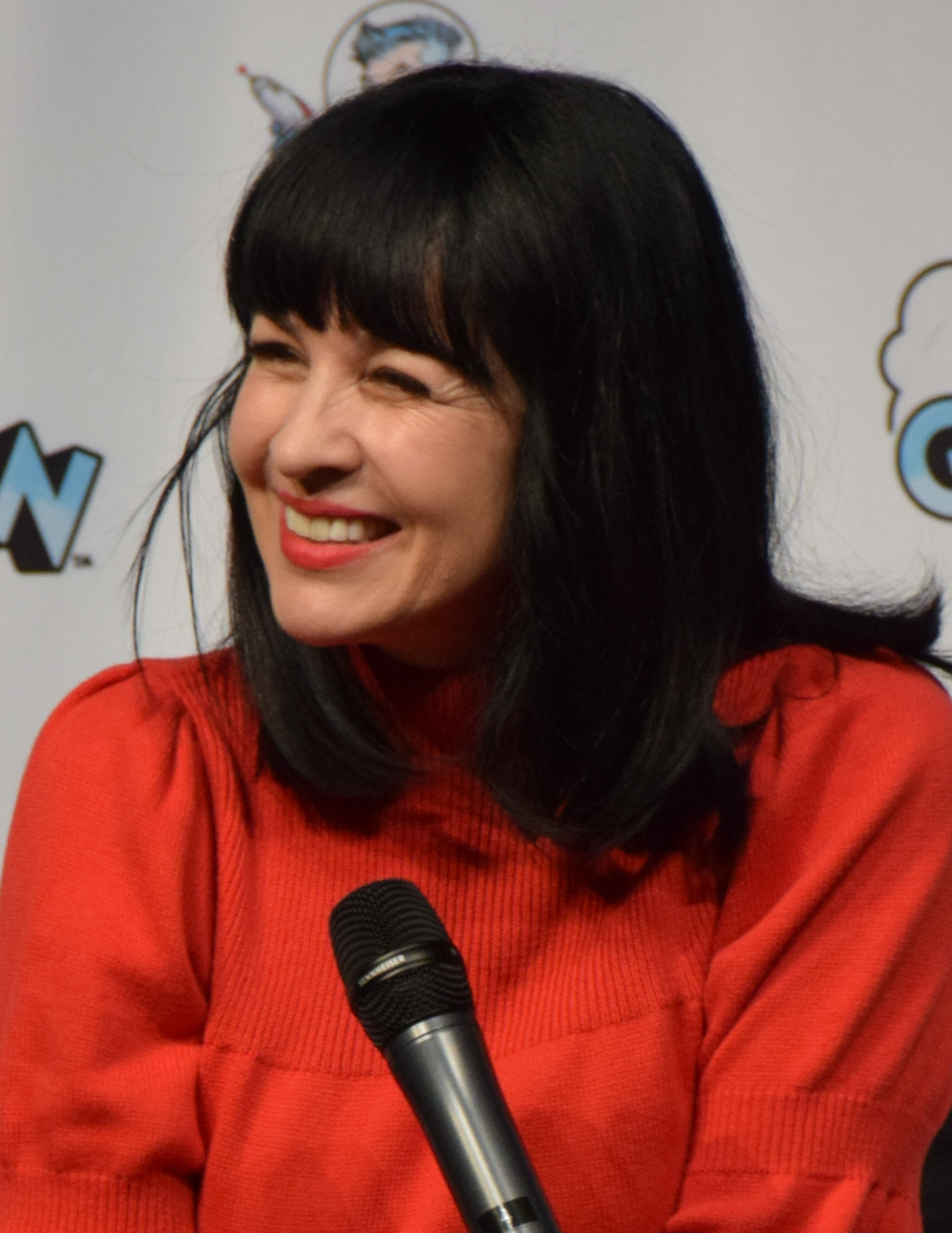
Grey DeLisle en 2020.
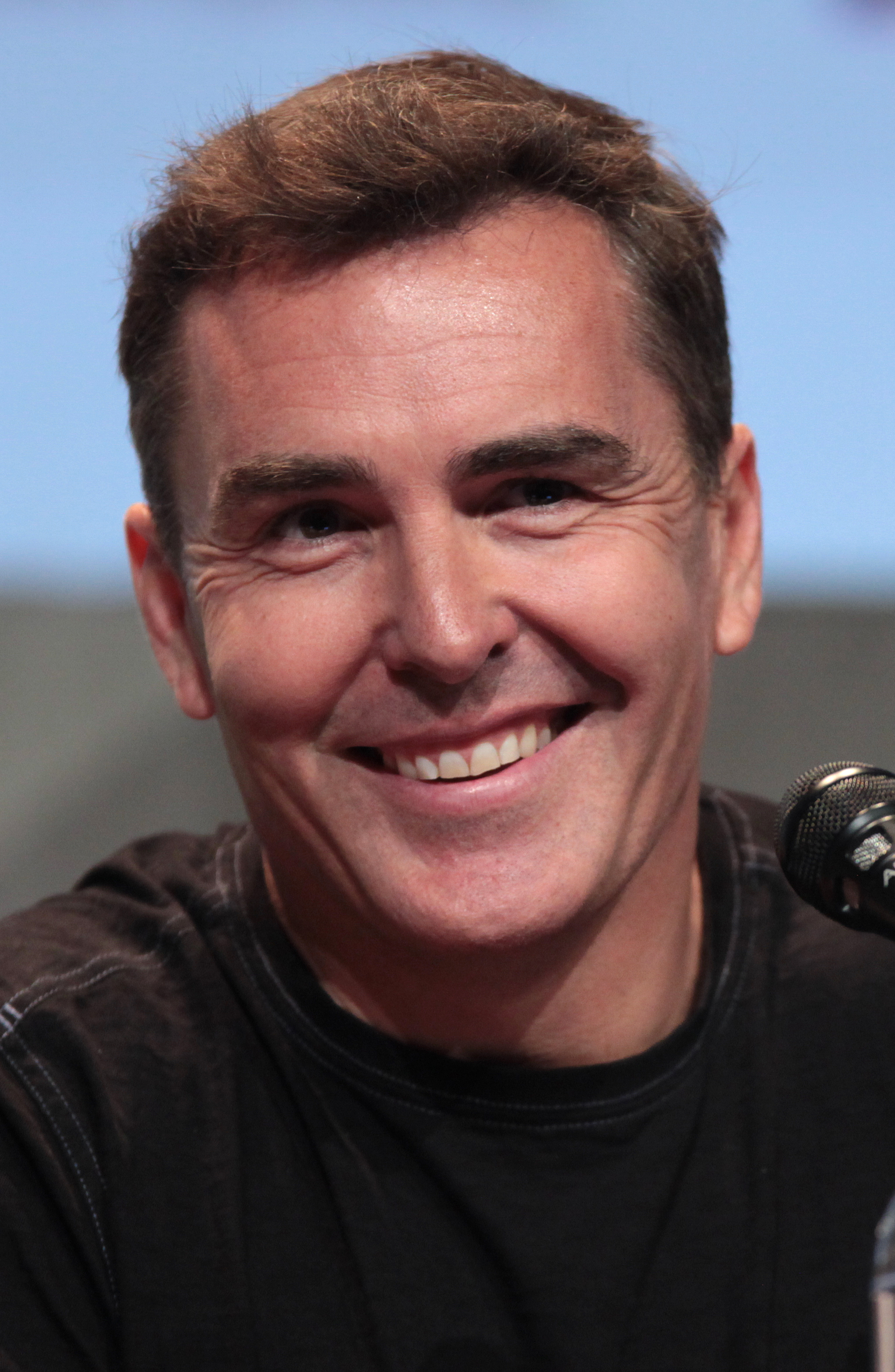
Nolan North en 2015.
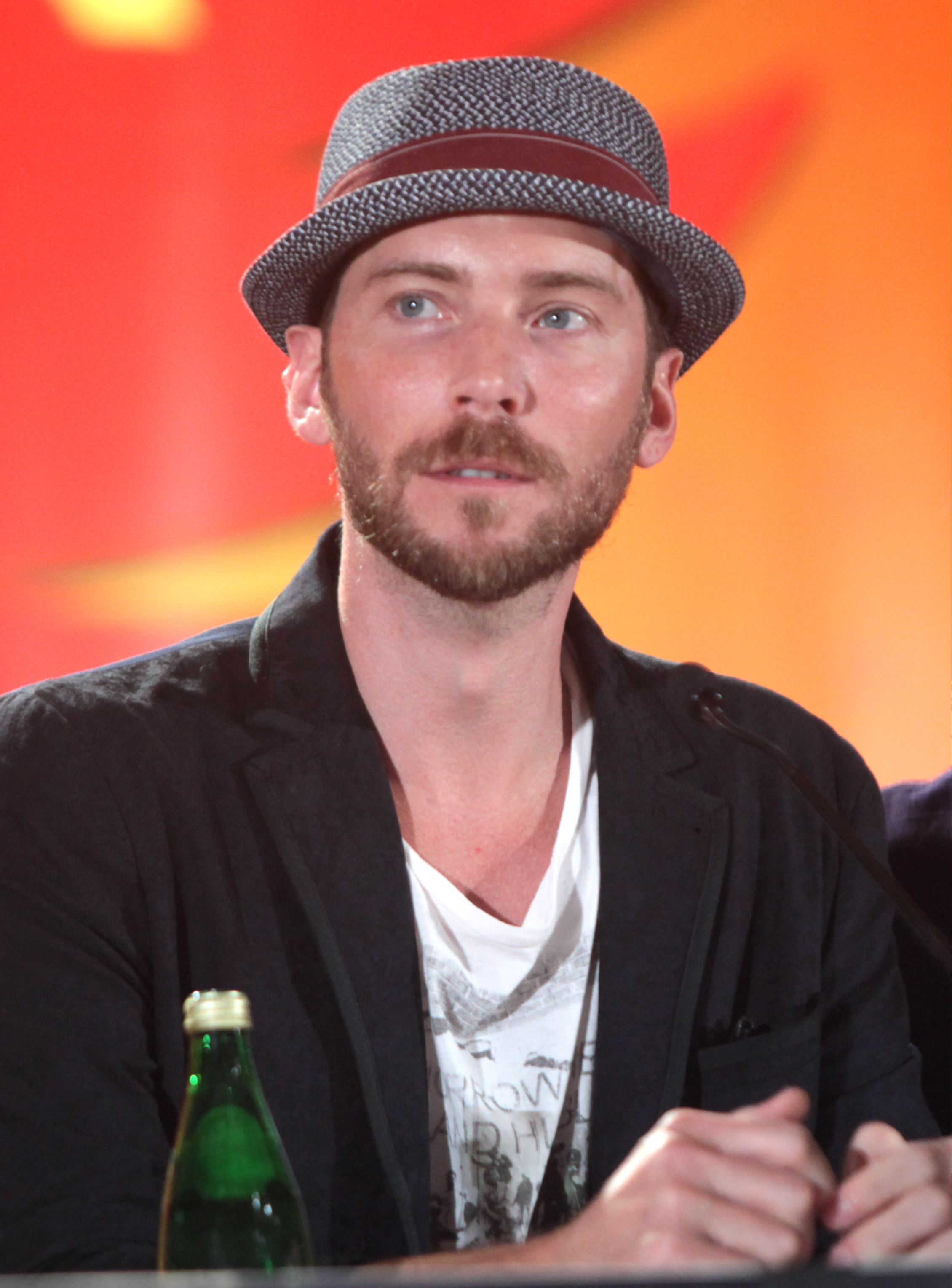
Troy Baker en 2015.
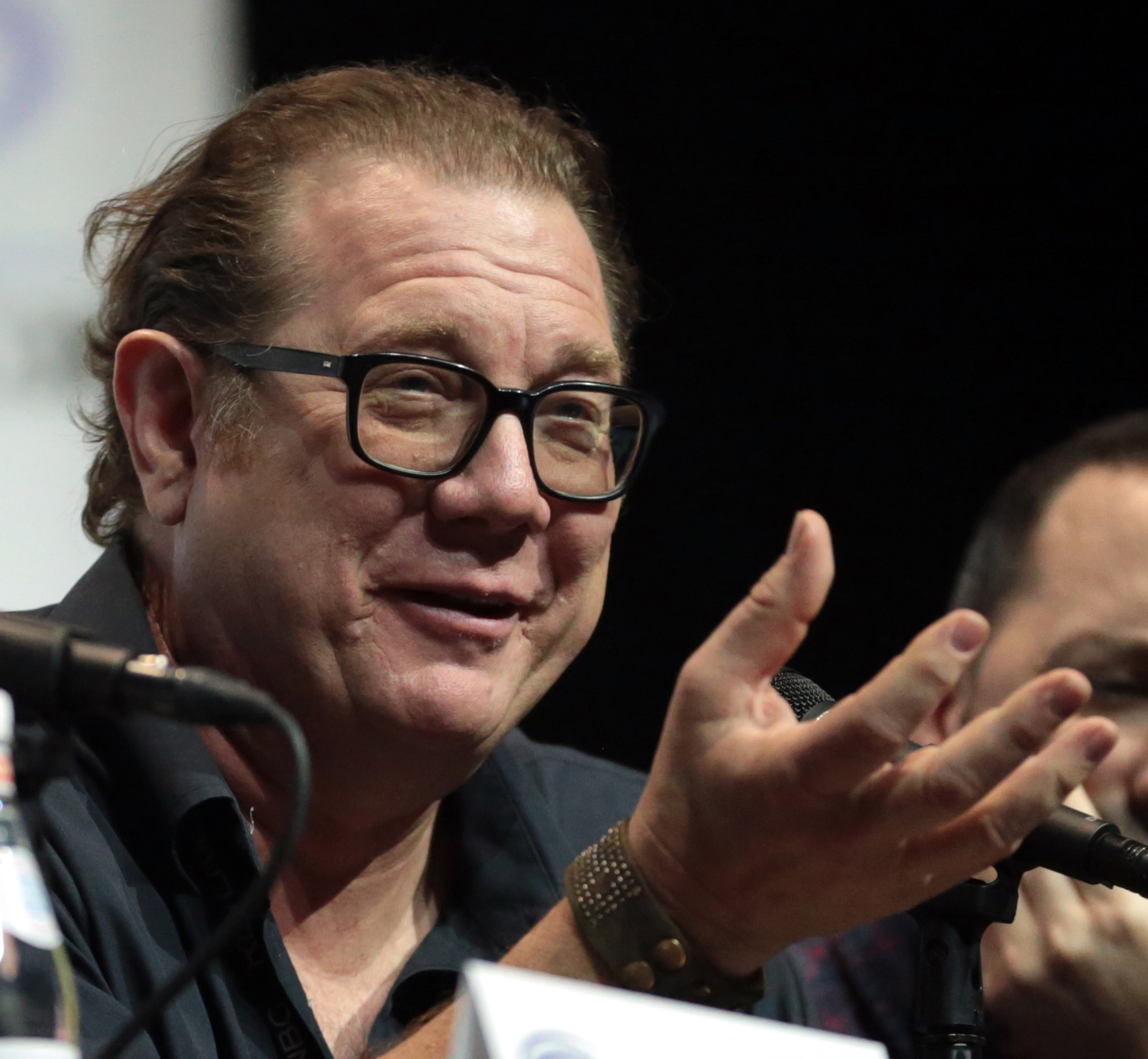
Fred Tatasciore en 2018.
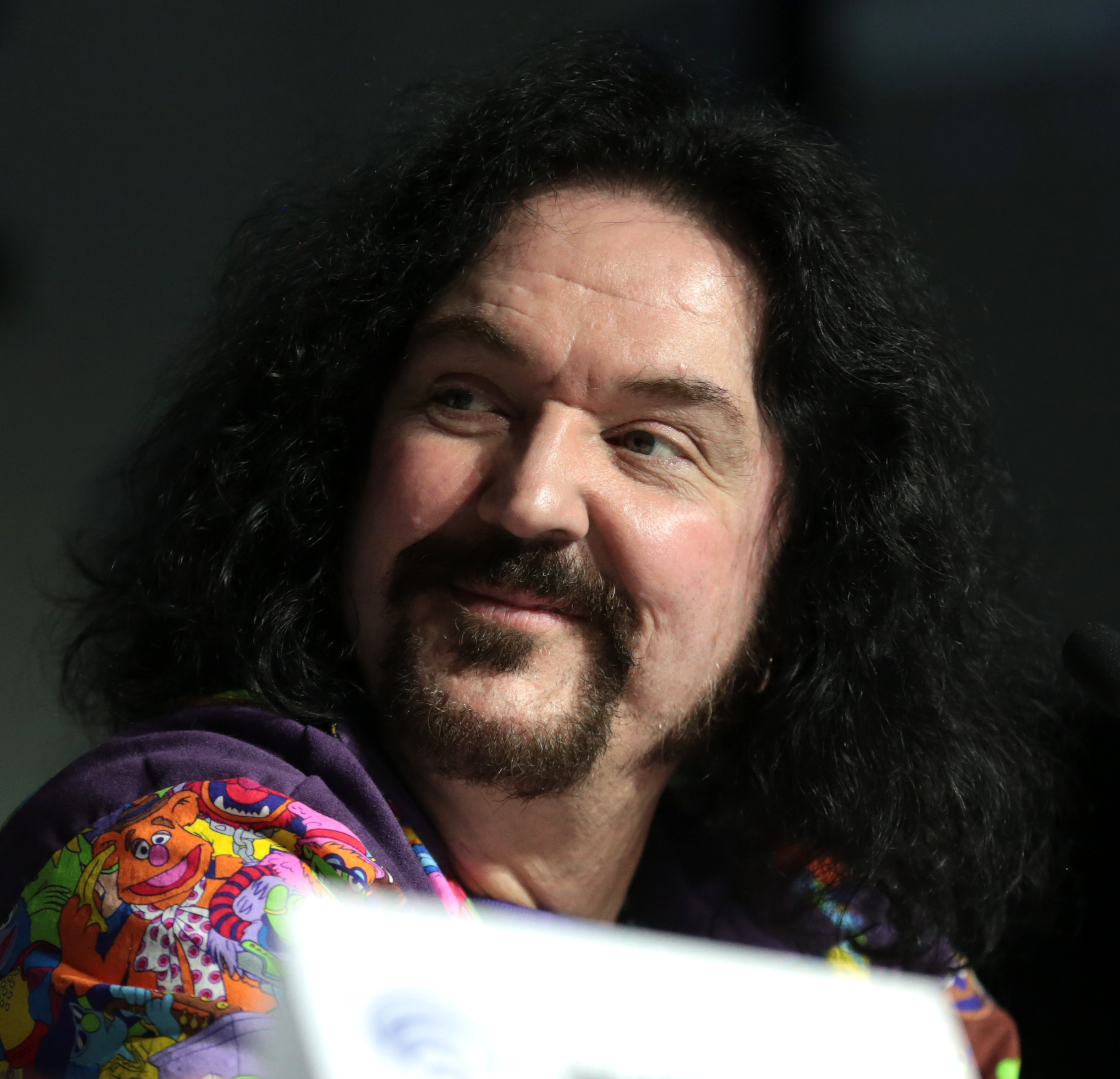
Wally Wingert en 2018.

### Histoire

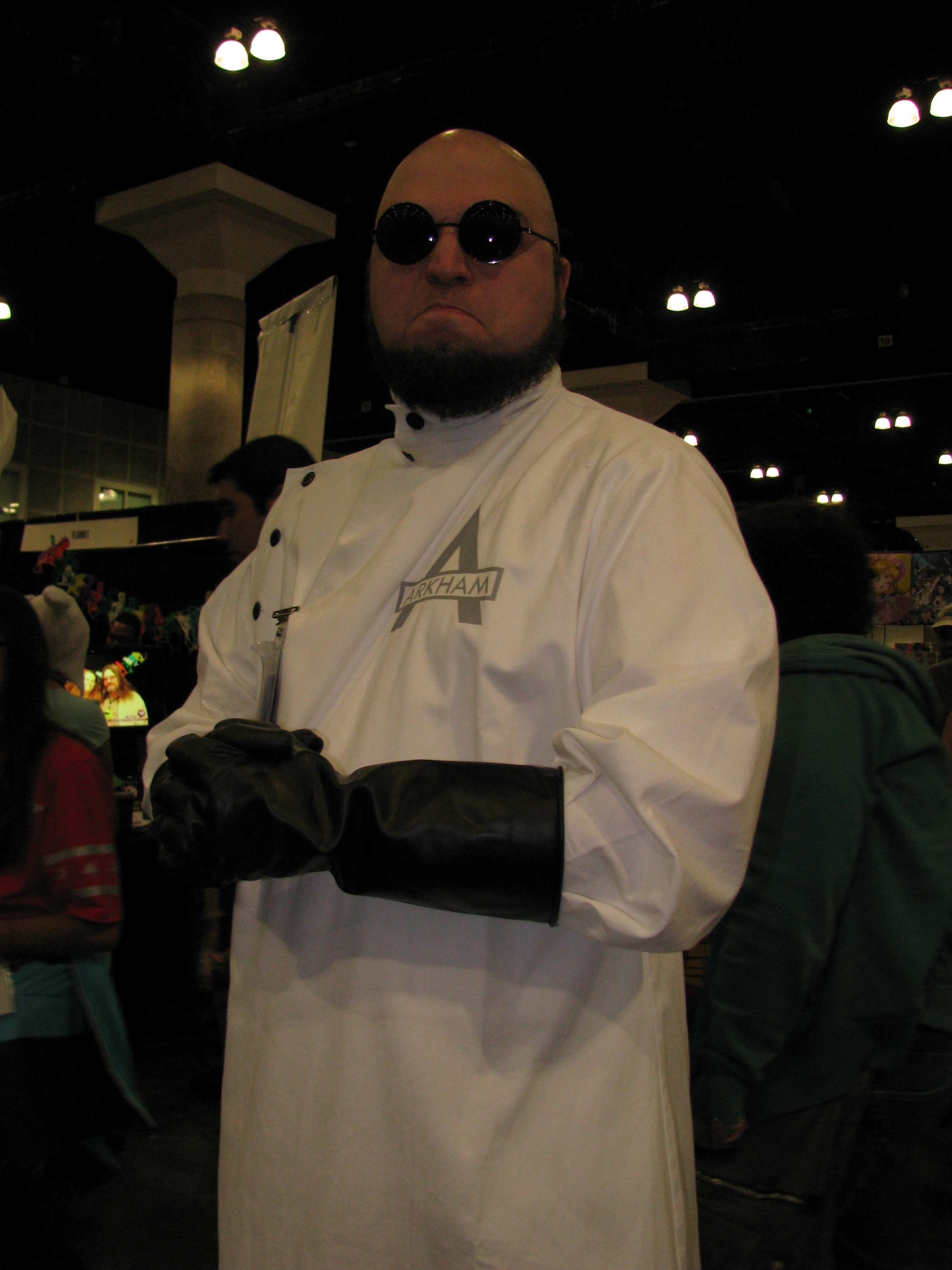
Cosplay du Dr Hugo Strange, principal antagoniste du jeu.

Alors que Bruce Wayne déclare son opposition à Arkham City lors d'une conférence de presse, les hommes de Hugo Strange le capturent et l'enferment dans la prison à ciel ouvert. Peu de temps après, Hugo Strange lui révèle qu'il connaissait son identité et lui parle du déclenchement futur d'un mystérieux projet, le Protocole 10. Il le lâche au milieu des détenus, où il est notamment pris à partie par le Pingouin. Après s'être débarrassé de ses agresseurs, il grimpe sur les toits puis contacte Alfred Pennyworth, qui lui envoie son costume de justicier. Il retrouve Catwoman, qui s'était infiltrée dans la ville mais a été capturée. Batman la sauve de justesse d'une exécution par Double-Face, qui espère se faire respecter en l'assassinant. Après que le Joker ait tenté d'assassiner Catwoman, Batman le traque jusqu'à sa cachette dans l'aciérie de Sionis, pensant que le Joker pourrait connaître la vérité sur le Protocole 10,.
Batman y apprend que les propriétés instables de la formule Titan mutent dans le sang du Joker, le tuant progressivement. Le Joker capture Batman et lui fait une transfusion sanguine, l'infectant avec la même maladie mortelle. Il lui révèle également que les hôpitaux de Gotham sont empoisonnés avec son sang infecté. Désespéré de ne pouvoir sauver sa peau et celle de citoyens innocents, Batman part à la recherche de Victor Freeze, qui a mis au point un remède mais a depuis été enlevé par le Pingouin. Une fois libéré, Freeze lui révèle que son antidote est incomplet car il se dégrade trop vite pour être efficace. En remarquant la présence d'une des gardes de la Ligue des Assassins parmi les « curiosités » du Pingouin, Batman déduit que les propriétés thérapeutiques du sang de Ra's al Ghul peuvent compléter le remède et traque l'un de ses assassins jusqu'à son repaire souterrain. Après l'avoir vaincu, Freeze est capable de développer un antidote, mais Harley Quinn le vole avant que Batman ne puisse l'utiliser.
Lorsque Batman retourne voir le Joker, il constate que celui-ci a recouvré la santé. Pendant qu'ils se battent, Strange active le Protocole 10, qui se révèle être un plan visant à éliminer toute la population d'Arkham City et à détruire le milieu criminel de Gotham. Les troupes de TYGER commencent à exécuter les détenus tandis que Strange lance des missiles sur les habitants d'Arkham depuis sa base. Un missile frappe l'aciérie, ensevelissant Batman sous les décombres. Avant que le Joker ne puisse profiter de la situation, Talia arrive et lui offre l'immortalité en échange de la vie de Batman. Après s'être échappé avec l'aide de Catwoman, Batman est convaincu par Alfred de mettre fin au Protocole 10 avant d'aller sauver Talia. Batman s'infiltre dans la Tour Wonder et désactive le Protocole 10. Ra's al Ghul se révèle être le véritable cerveau d'Arkham City et blesse mortellement Strange pour avoir échoué à vaincre Batman. Dans son dernier souffle, Strange active le Protocole 11, l'autodestruction de la Tour. Après que Ra's se soit suicidé pour éviter d'être capturé, le Joker contacte Batman, menaçant de tuer Talia si Batman ne le rejoint pas. Lorsque Batman arrive, le Joker lui demande le remède, mais il est empalé et apparemment tué par Talia alors qu'il est distrait. Talia admet avoir volé l'antidote à Quinn, avant qu'un second Joker ne la tue,.
Le Joker en bonne santé que Talia a empalé se révèle être Gueule d'argile. Pendant le combat de Batman contre celui-ci, le Joker fait exploser le sol du théâtre, révélant qu'il se trouve au-dessus du puits de Lazare. Après s'être défait de Gueule d'argile, Batman boit une partie de l'antidote et détruit le puits de Lazare avant que Joker ne puisse l'utiliser. Alors que Batman s'interroge sur la façon de guérir son ennemi, le Joker l'attaque, provoquant par inadvertance l'éclatement de la fiole d'antidote. Batman admet qu'il l'aurait sauvé, malgré tout ce que le Joker a fait. Le Joker succombe finalement à sa maladie et meurt. Batman porte et dépose le corps du Joker sur le capot de la voiture du commissaire Gordon avant de quitter Arkham City en silence,.

## Système de jeu

### Généralités
Arkham City est un jeu d'action-aventure en monde ouvert qui intègre des tactiques issues des jeux de furtivité,. Il est présenté à la troisième personne, montrant le personnage jouable à l'écran et permettant à la caméra de tourner librement autour de lui,. Le jeu se déroule dans Arkham City, qui est totalement ouverte au joueur dès le début du jeu, lui permettant de se déplacer librement n'importe où dans ses limites. Le joueur peut se déplacer silencieusement tout au long du jeu, en utilisant une combinaison de gadgets et de mouvements furtifs pour se faufiler sur les ennemis et les mettre hors d'état de nuire. Batman peut utiliser sa cape pour planer dans la ville, en plongeant vers le bas et en s'élevant pour prolonger son vol, et il peut utiliser la corde rétractable du pistolet grappin pour s'accrocher à des corniches hors d'atteinte. En tant que Batman, le joueur peut utiliser un mode visuel qui met en évidence les éléments intéressants à l'écran, tels que le statut des personnages, les objets à collectionner et les indices. Le mode est également utilisé pour effectuer des activités médico-légales, telles que la recherche de la source d'une balle de fusil de précision. Le joueur a accès à une base de données criminelle qui comprend des énigmes médico-légales, ainsi qu'un réseau permettant de pirater les fréquences de communication.

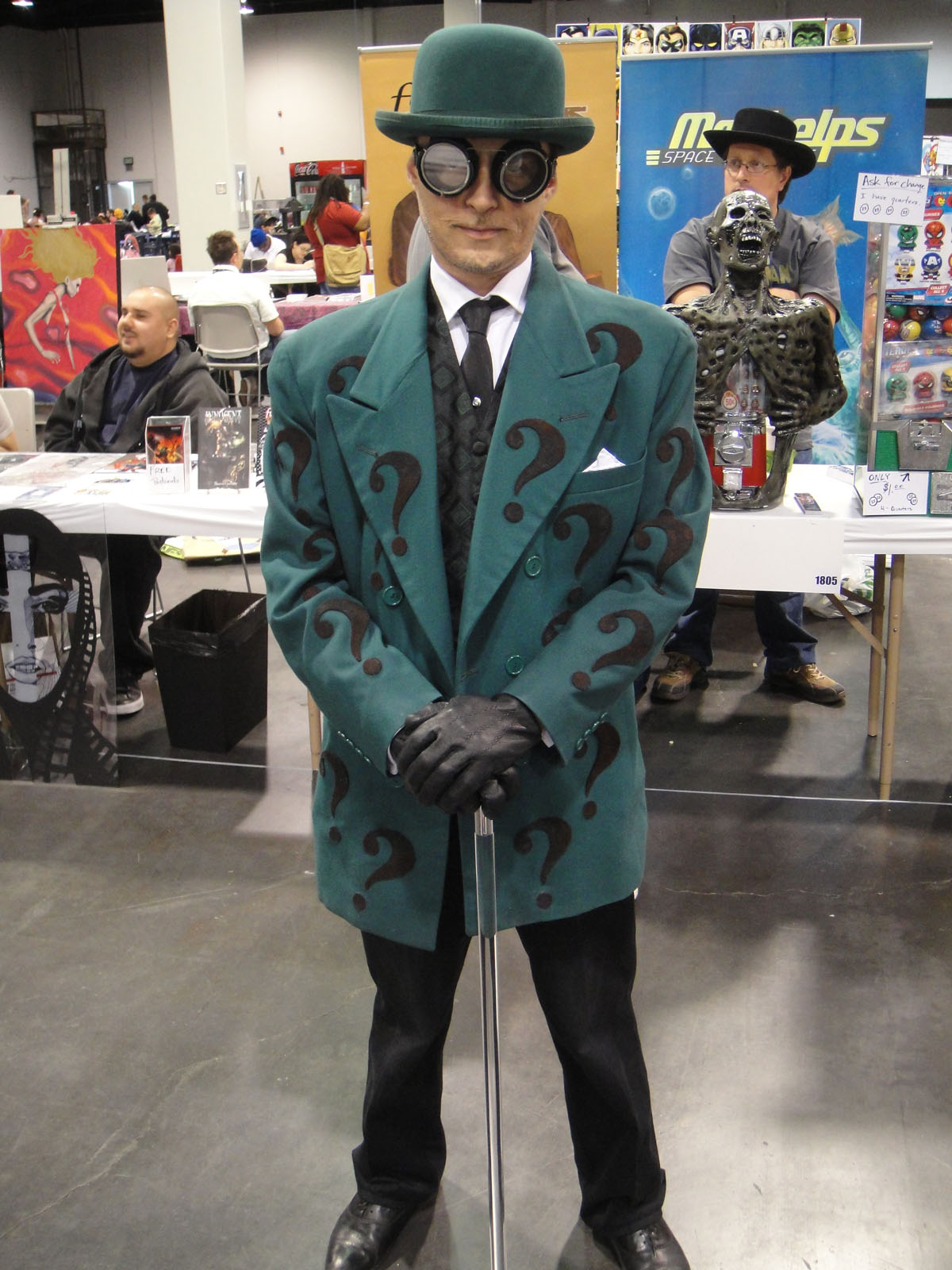
Cosplay de l'Homme-mystère, personnage donnant des défis optionnels à Batman.

L'histoire d'Arkham City compte environ 40 heures de jeu, dont 25 heures pour la campagne principale et 15 heures pour les missions annexes. Les missions secondaires, qui peuvent être tentées à tout moment, mettent en scène des personnages importants de l'univers de Batman. L'Homme-mystère propose 440 défis optionnels à résoudre. La plupart de ces défis consistent à collecter des trophées cachés dans la ville en utilisant des gadgets pour désactiver des pièges et des barrières,. Le joueur peut marquer ces trophées sur la carte une fois qu'il les a trouvés s'il n'a pas encore l'équipement nécessaire pour réaliser l'énigme,,. Il y a également des défis environnementaux qui demandent au joueur de résoudre des énigmes en localisant un objet ou un lieu spécifique (qui sont récompensés par des histoires liées à la réponse), et de localiser des points d'interrogation peints dans la ville, dont certains ne peuvent être vus en entier qu'à partir de certains points d'observation. Après avoir relevé un certain nombre de défis, Batman doit sauver un otage civil retenu dans l'un des pièges mortels de l'Homme-mystère,.
Après avoir terminé le mode histoire en difficulté normale ou difficile, un mode new game plus se débloque, permettant de rejouer avec tous les gadgets, l'expérience et les capacités qu'il a acquis. Les ennemis sont plus coriaces et l'icône à l'écran qui avertit le joueur d'une attaque imminente est désactivée. Arkham City propose une série de cartes de défis séparées du mode histoire. Ces cartes sont axées sur la réalisation d'objectifs spécifiques, tels que l'élimination de vagues successives d'ennemis au combat, la maîtrise d'ennemis en patrouille de manière furtive, ou le déplacement vers un lieu spécifique le plus efficacement possible. Les méthodes et la variété des capacités utilisées pour atteindre ces objectifs permettent d'obtenir un score de performance global et de se classer par rapport aux autres joueurs,.
Catwoman est un autre personnage jouable disponible via une campagne dédiée, qui sort initialement en contenu téléchargeable (DLC) sur les consoles PlayStation 3 et Xbox 360, mais qui est ensuite inclus dans les versions Microsoft Windows et « Jeu de l'année »,. La campagne de Catwoman propose son propre scénario, basé sur une braquage, qui croise l'histoire principale à des moments spécifiques du jeu. Son style de combat met l'accent sur l'agilité et permet d'utiliser des armes uniques telles que des gantelets griffus, des bolas et son emblématique fouet,. Une partie des défis de l'Homme-mystère est spécifique à Catwoman et ne peut être relevée que par elle. Les alliés de Batman, Robin et Nightwing, sont également jouables via un DLC optionnel et disposent de leurs propres capacités de combat et gadgets,. Robin a également sa propre histoire principale,.
Les versions PlayStation 3 et Xbox 360 d'Arkham City incluent un mode stéréoscopique 3D pour les téléviseurs HD 3D et pour les téléviseurs HD 2D via les lunettes 3D Inficolor, tandis que la version PC prend en charge Nvidia 3D Vision sur les moniteurs compatibles. Le jeu utilise la technologie TriOviz for Games, qui est intégrée à l'Unreal Engine 3,. La version Wii U utilise l'écran tactile de la manette pour permettre au joueur de gérer l'équipement et les améliorations de Batman et de faire exploser les gels explosifs de manière sélective ; la carte de la ville ne se trouve plus sur l'écran de télé mais s'affiche directement sur l'écran du GamePad. Cette version ajoute également un mode Sonar qui met en évidence les points d'intérêt à proximité, et le mode B.A.T. qui permet à Batman d'accumuler de l'énergie pendant le combat et, lorsqu'il est activé, d'infliger des dégâts plus importants. Enfin, le batarang télécommandé se dirige en inclinant le GamePad et en regardant l'écran de celui-ci, tandis que les séquences cryptographiques se font tactilement et directement via l'écran du GamePad.

### Combats
Grâce à une version améliorée du système de combat d'Arkham Asylum, le joueur peut désormais contrer plusieurs coups simultanément, attraper des projectiles lancés, attaquer en l'air et enchaîner les coups. De nombreux gadgets de Batman peuvent désormais être utilisés au combat. Les ennemis sont armés de différents niveaux d'armure et d'armes, les attaques avec des armes de base comme les battes de baseball et les tuyaux de plomb infligent des dégâts mineurs et peuvent être contrées, tandis que les armes à feu infligent des dégâts importants. Certains ennemis doivent être désarmés de manière spécifique avant de pouvoir être neutralisés en combat : les ennemis munis de matraques paralysantes ne peuvent être attaqués que par derrière, les ennemis munis de boucliers doivent être désarmés par des attaques aériennes et les ennemis portant un gilet pare-balles doivent être assommés par des frappes successives rapides avant de pouvoir être blessés,. Les ennemis de plus grande taille doivent être abordés avec des assommoirs et des attaques combinées, et peuvent être manipulés pour éliminer leurs alliés. Les conflits entre les gangs déclenchent souvent des guerres de territoire, ce qui complique les déplacements du joueur dans Arkham City. Le combat, entre autres actions, récompense le joueur avec des points d'expérience qui lui permettent d'augmenter périodiquement le niveau de Batman et d'acheter des améliorations pour sa combinaison, ses gadgets et ses compétences de combat et de furtivité. Chaque catégorie contient environ 15 améliorations différentes. Par exemple, un pistolet à grappin amélioré peut être utilisé pour désarmer les ennemis à distance, tandis qu'une amélioration de combat facilite l'activation des attaques spéciales,.

### Gadgets
Certains gadgets obtenus dans Arkham Asylum sont présents dès le début d'Arkham City, tandis que d'autres deviennent disponibles en cours de jeu. La plupart d'entre eux ont des capacités améliorées ou nouvelles, par exemple, le séquenceur cryptographique, utilisé pour pirater les consoles de sécurité, peut également surveiller les canaux radio à ondes courtes, et la tyrolienne peut maintenant être déployée comme une corde raide ou changer de direction pendant le vol. D'autres objets reviennent comme le batarang télécommandé, le gel explosif qui peut maintenant être déclenché pour assommer les ennemis en combat, et le pistolet à grappin, qui peut maintenant être utilisé en planant pour faciliter les déplacements,. Les nouveaux objets de l'arsenal de Batman comprennent des bombes fumigènes qui désorientent les adversaires et facilitent les tactiques de furtivité, un pistolet à charge électrique à distance, qui peut étourdir les ennemis et alimenter temporairement les moteurs, des grenades qui enveloppent les cibles de glace et peuvent être jetées dans l'eau pour créer des plates-formes de fortune, et le brouilleur pour désactiver à distance les armes à feu et les mines explosives.

## Développement

### Concept
Rocksteady conçoit l'idée d'une suite environ sept mois avant que le développement d'Arkham Asylum ne soit terminé. Rocksteady développe ses idées pour l'histoire et le cadre de la suite afin que les récits des deux jeux puissent être reliés efficacement,. Une pièce secrète, contenant des indices, des plans et des dessins conceptuels du prochain jeu, est cachée dans le bureau du directeur de l'asile dans Arkham Asylum,,. Les plans de la prison sont assez similaires à son agencement final dans Arkham City. L'idée originale est de sortir le jeu de l'asile pour l'amener dans les rues de Gotham City, tout en conservant le niveau de détail de la conception de l'asile. Pour ce faire, ils veulent inclure des lieux notables et significatifs pour le personnage de Batman, plutôt qu'une série de rues génériques. Rocksteady ignorait au départ dans quelle mesure les contraintes techniques allaient limiter la portée de cette idée.

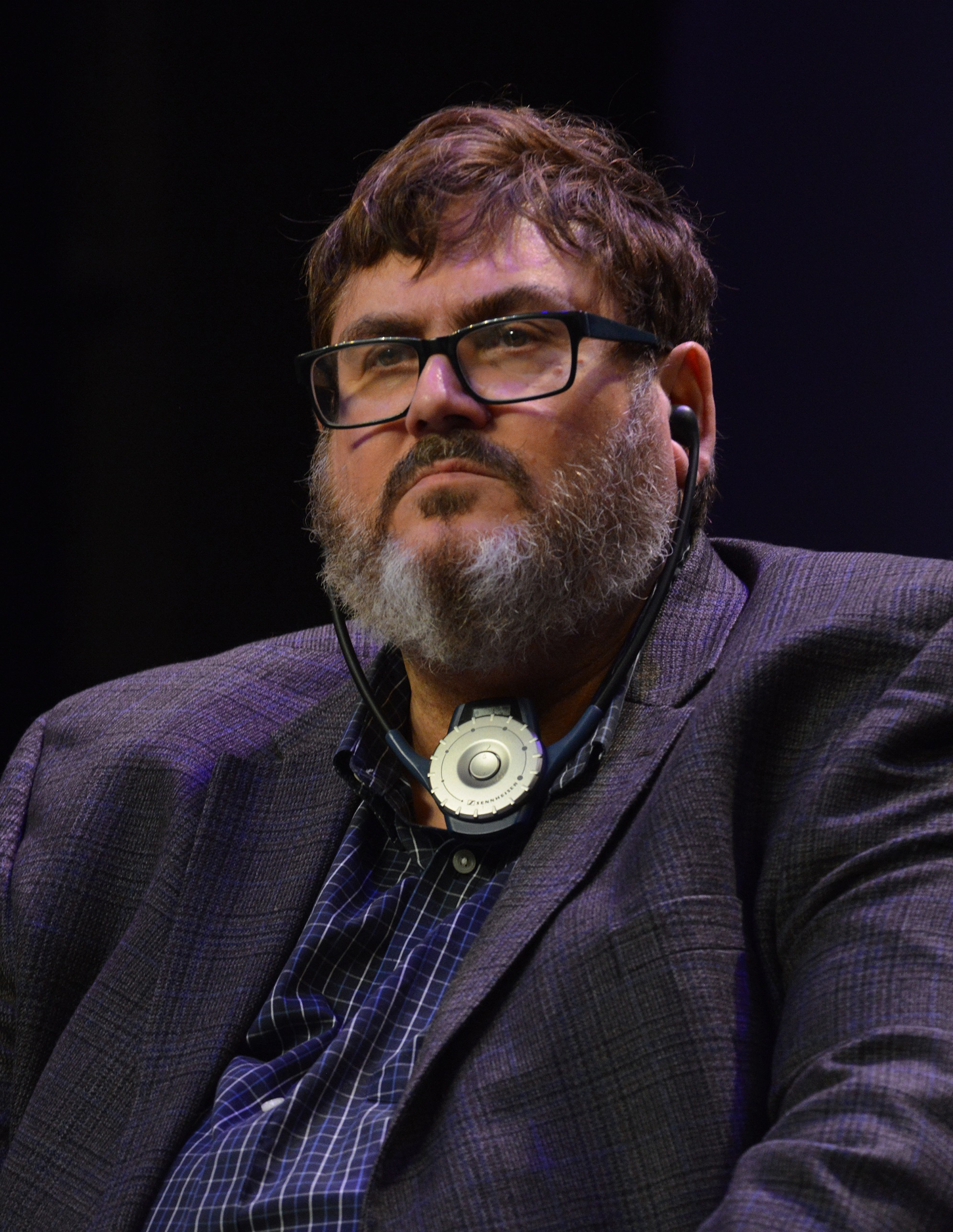
Auteur régulier de l'univers du Chevalier Noir, Paul Dini est le scénariste du jeu.

La phase active de développement de l'histoire et du concept du jeu commence en février 2009, lorsque les équipes sont déplacées d'Arkham Asylum vers Arkham City à mesure qu'elles terminent le travail sur ce précédent jeu. Dans le précédent opus, Batman peut plonger et planer entre les bâtiments de l'asile, ainsi l'adaptation des mécaniques de jeu à la ville est considérée comme naturelle. Rocksteady décide de ne pas inclure la Batmobile, car elle aurait été incapable de se déplacer sur le terrain accidenté de la ville. Le développeur estime que le vol plané de Batman constitue un moyen de transport suffisant, et que l'inclusion d'un quelconque véhicule pour Batman aurait rendu le jeu complètement différent. Sefton Hill, le directeur d'Arkham City, déclare que l'un des principaux objectifs du jeu est de donner l'impression d'incarner Batman à Gotham, la ville qu'il protège. La suite est décrite comme étant « vraiment, vraiment sombre ». Tout en faisant le lien entre la nature sombre du jeu et le film d'animation Batman, la relève : Le Retour du Joker, Conroy ajoute également que « [le jeu] implique tout autant de méchants et [qu'il] va dans la même direction - c'est aussi sombre que cela »,.

### Conception
Dans le cadre de la stratégie de conception de faire entrer Batman dans Gotham, l'arsenal de mouvements et d'actions de Batman est élargi. Bien que l'équipe ait développé plusieurs idées de nouveaux mouvements, gadgets et capacités, elle ne retient que celles qu'elle estime authentiques et cohérentes pour Batman ; ce dernier commence le jeu en conservant l'accès aux gadgets qu’il a débloqués dans Arkham Asylum, l’équipe ayant voulu souligner qu’il est parfaitement préparé à l'inéluctable crise d'Arkham City. Le studio passe en revue les systèmes de jeu et de combat utilisés dans Arkham Asylum et conçoit les nouveaux mouvements comme un prolongement naturel de ces systèmes afin d'« ajouter encore plus de profondeur et de gameplay plutôt que d'opérer des changements radicaux »,. Le nombre d'animations est doublé pour refléter la plus grande panoplie de mouvements à la disposition du joueur. Le mode « Détection », qui permet de mettre en évidence certains objets dans le jeu, est redéveloppé pour Arkham City car il est considéré comme trop utile dans Arkham Asylum, ce qui amène certains joueurs à l'utiliser pendant presque tout le jeu, en plus du fait que l'effet visuel travestit l'esthétique du jeu. L'une des idées est d'introduire une limite de temps pour son utilisation, mais il est considéré que Batman « ne ferait pas un gadget comme ça »,. Au lieu de cela, le mode est conçu pour être difficile à utiliser dans certaines situations car cela obscurcit les informations de navigation, et le combat où les frappes ennemies brouillent l'écran,. Le directeur artistique de Rocksteady, David Hego, décrit ce nouveau mode comme étant un « mode en réalité augmentée ».
Les développeurs souhaitent également améliorer l'expérience du joueur grâce à un monde de jeu plus vaste. La zone de jeu d'Arkham City est cinq fois plus grande que celle d'Arkham Asylum, et les aspects de navigation sont améliorés pour offrir au joueur « la liberté et l'exaltation de glisser dans les ruelles et de s'élever au-dessus de l'horizon »,. Bien que les concepts sont comparés à un jeu en monde ouvert, Sefton Hill note qu'une telle liberté n'est pas appropriée pour un jeu Batman parce qu'elle inhiberait l'atmosphère qu'il veut créer, et qu'Arkham City est conçu pour mettre le joueur au défi de penser comme Batman pour survivre. Pour contrebalancer le vaste univers du jeu, les développeurs cherchent aussi à inclure plus de défis et de missions secondaires tout en gardant le joueur attentif à la mission principale, de sorte que les joueurs soient constamment conscients de la pression extrême des défis auxquels ils sont confrontés. Les défis de l'Homme-mystère sont conçus vers la fin du développement du jeu et sont incorporés dans chaque zone de la carte sans la surcharger, ce qui permet d'obtenir 440 trophées. Rocksteady essaye d'inciter le joueur à faire preuve de créativité lors de la collecte des trophées en exigeant l'utilisation de gadgets pour résoudre des énigmes, plutôt que de placer les trophées dans des zones obscures de la carte comme de simples objets à collectionner.
| Photo d'un homme portant un costume rouge, noir et doré avec sa capuche sur la tête. |  | Photo d'une femme en tenue et un masque de chat en latex noir avec un fouet. |
| Robin et Catwoman, personnages venant en aide à Batman.                              |  |                                                                              |

Dans le monde ouvert du jeu, Rocksteady inclut plus de méchants pour créer des défis pour Batman. Hugo Strange est choisi comme antagoniste principal, car sa puissance permet de maintenir le verrouillage d'Arkham City une fois que Batman y est entré. Strange est au courant de la véritable identité de Batman, ce qui rend ce dernier « vulnérable et exposé comme il ne l'a jamais été auparavant », selon Hill. Il explique que Strange est un personnage nouveau pour de nombreux joueurs, mais que son histoire et son caractère sont détaillés tout au long du jeu. Catwoman est également incluse en raison de sa longue histoire avec Batman, bien qu'elle reçoive sa propre campagne, parallèle aux événements d'Arkham City. Les missions de Catwoman se terminaient initialement par sa venue en aide à Batman, mais vers la fin du développement, les équipes de Rocksteady décident de donner au joueur un choix alternatif, leur permettant de laisser Catwoman quitter la ville avec son butin. L'ajout est mis en œuvre en deux jours. Robin, l'acolyte de Batman, apparaît également, avec un crâne rasé et un costume contemporain, afin de s'éloigner de son image traditionnelle. Kan Muftic, artiste conceptuel principal, explique : « Notre vision de Robin est celle d'un jeune individu troublé, calme et introverti par moments, mais très dangereux et agressif s'il est provoqué. Le crâne rasé s'inspire des combattants en cage, car nous avons pensé que Robin pourrait s'adonner à cette activité pendant son temps libre afin de rester en forme. Nous avons néanmoins conservé toutes les caractéristiques classiques de l'apparence de Robin, comme les couleurs rouge et jaune de sa tenue, la cape et le masque »,. À l'origine, Rocksteady ne prévoyait pas d'inclure Robin dans l'histoire principale, mais décide par la suite de le faire pour fournir de nouveaux gadgets à Batman de manière authentique et crédible, ainsi que pour présenter sa version du personnage et sa relation avec Batman.
Rocksteady souhaite que Batman, Catwoman et Robin offrent trois expériences de jeu différentes. D'autres antagonistes des bandes dessinées sont sélectionnés pour montrer que la prison est un savant mélange de personnages de Gotham. Les développeurs estiment que le fait de présenter une petite partie de l'histoire de chaque méchant plutôt que de se concentrer sur quelques-uns permet au joueur de rencontrer beaucoup plus de personnages et de transmettre efficacement le sentiment d'être dans une super-prison remplie de super-méchants. Rocksteady décide très tôt que le Joker mourrait dans l'histoire, et développe l'idée qu'il empoisonnerait Batman avec sa propre maladie, afin de montrer comment les deux personnages diamétralement opposés interagiraient dans la poursuite d'un objectif commun. Warner Bros. et Dini ne s'opposent pas à la mort du personnage, pour autant qu'elle ne soit pas seulement présente pour choquer et tant qu'il est clair que Batman n'est pas en faute, puisqu'il ne tuerait pas quelqu'un intentionnellement.
Les développeurs envisagent d'ajouter des éléments multijoueur au jeu, mais décident finalement de ne pas le faire. De la variété est ajoutée à la ville elle-même, puisque certaines zones sont conçues en fonction des méchants qui contrôlent le territoire en question. Dax Ginn, responsable du marketing chez Rocksteady, déclare : « Si vous entrez dans le territoire du Joker, vous avez une expérience très liée au Joker, et toutes les œuvres d'art sur les bâtiments - qu'il s'agisse de graffitis, d'enseignes ou d'autres choses - vous donnent une expérience de type Joker très dense. Notre équipe artistique a donc fait beaucoup d'efforts pour créer cette sorte de transition entre une zone et une autre - en aidant vraiment le joueur à se sentir comme s'il faisait une transition physique vers un autre espace émotionnel »,. L'architecture est imprégnée du style Art nouveau du XIXe siècle, comme la Tour des Merveilles de Strange qui est inspirée de la Tour Eiffel, tandis que les designs des personnages utilisent un style hyperréaliste moderne. Pour que les environnements restent intéressants, les bases de couleurs, comme pour la zone de glace de Mr Freeze, l'aciérie de feu du Joker et la jungle de Poison Ivy, sont agrémentées d'éléments contrastants. Ainsi, l'aciérie utilise de grands visages de clowns blancs pour contraster avec les oranges et les rouges utilisés dans l'ensemble. Pour développer l'environnement d'Arkham City et créer un « environnement urbain naturel », Rocksteady fait passer ses effectifs de 75 à plus de 100 personnes. La période de crunch dure environ huit mois, les employés travaillant jusqu'à 11 heures ou minuit, en arrivant à 8 heures du matin.

### Musique

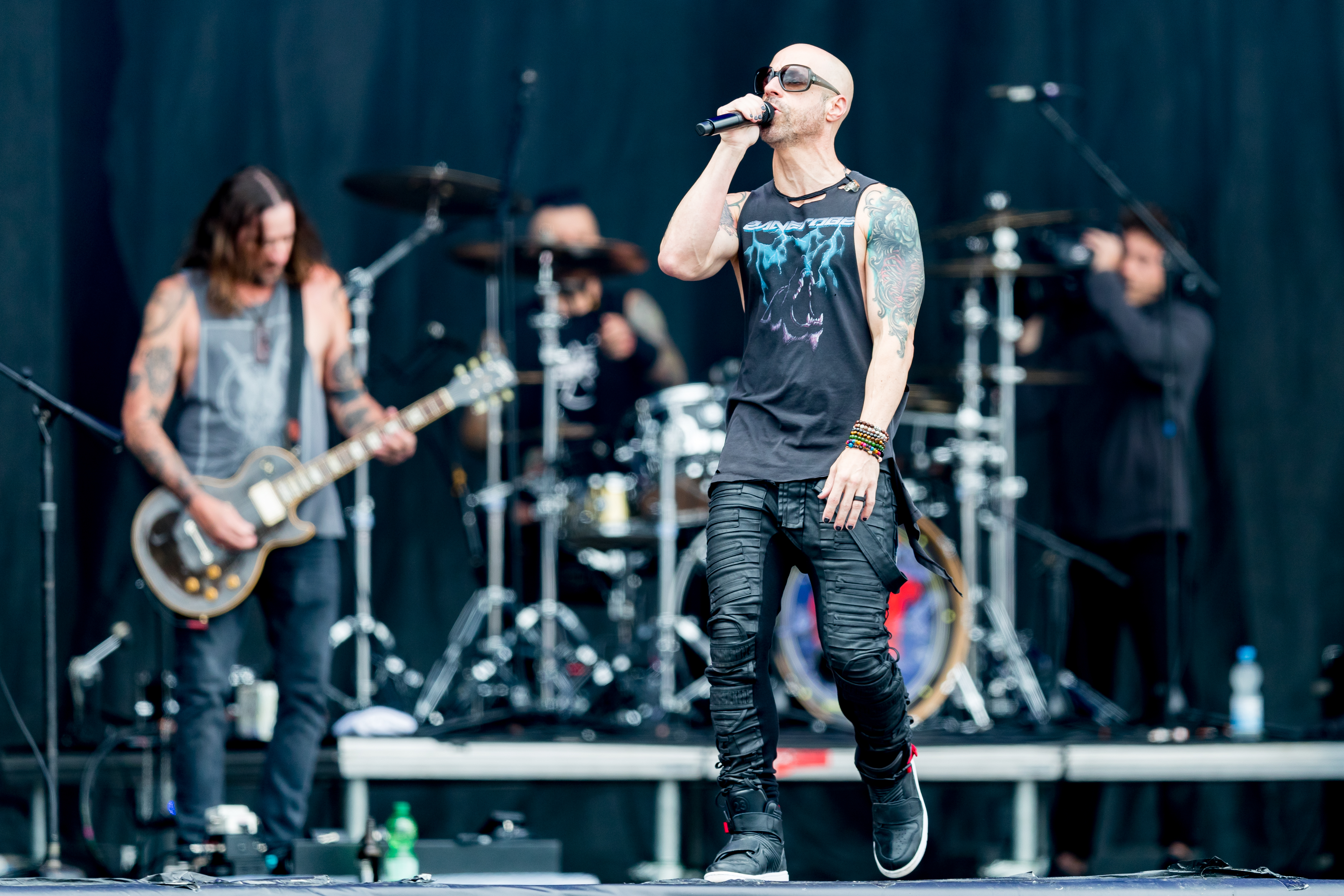
Le groupe Daughtry ayant participer à l'un des albums du jeu.

La sortie du jeu est accompagnée de deux albums publiés par WaterTower Music,. Batman: Arkham City – Original Video Game Score sort le 18 octobre 2011 et comprend 19 titres écrits pour le jeu par les compositeurs d'Arkham Asylum, Nick Arundel et Ron Fish. L'album Batman: Arkham City – The Album, sorti le 4 octobre 2011 en CD et en téléchargement, contient 11 chansons originales inspirées par le jeu et interprétées par des artistes grand public tels que Daughtry, Panic! at the Disco et Coheed and Cambria,. Une chanson supplémentaire est disponible dans l'édition Collector de l'album. Sur leur contribution à l'album, Claudio Sanchez de Coheed and Cambria déclare : « J'écris dans un format très conceptuel avec les histoires qui entourent Coheed and Cambria, mais Batman a une histoire beaucoup plus large et définie, et les règles qui vont avec » et que « [son] but était de trouver des thèmes universels dans l'histoire existante de Batman pour aider à donner aux paroles du sens pour que la chanson puisse vivre dans ce monde »,. L'implication de Panic! at the Disco dans l'album est annoncée sur leur site web le 22 septembre 2011, avec l'annonce de leur titre Mercenary.

## Commercialisation

### Sorties
Batman: Arkham City sort en Amérique du Nord le 18 octobre 2011 sur Xbox 360 et PlayStation 3, suivi du 19 octobre en Australie et du 21 octobre en Europe. Certains détaillants australiens anticipent la date de sortie officielle de deux jours, en vendant le jeu dès le 17 octobre. La version Windows devait sortir en simultané avec les autres versions, mais en septembre 2011, sa sortie est repoussée au 18 novembre sans explication. Parallèlement à son lancement sur PC, le jeu sort également en version numérique sur les plateformes OnLive, Origin et Steam. Une édition « Jeu de l'année », regroupant le jeu originel et tous les contenus téléchargeables sur un seul disque sort le 29 mai 2012 en Amérique du Nord et le 7 septembre 2012 dans le reste du monde, à l'exception du Royaume-Uni où la sortie est repoussée au 2 novembre 2012.

Logo du jeu porté sur Wii U.

Au Royaume-Uni, une « Robin Edition » est annoncée, contenant le jeu et tout le contenu de précommande, y compris le personnage jouable, les skins et les cartes défi. Une série d'éditions du jeu standard dans un boîtier métallique de type « SteelBook » sont également disponibles. Le SteelBook sur le thème du Joker comprend une carte défi, le film d'animation Batman et Red Hood : Sous le masque rouge en Blu-ray, et un skin. Deux autres SteelBooks sur le thème des méchants sont également proposés, à l'effigie de Double-Face et du Pingouin. Un quatrième SteelBook à l'effigie de Catwoman est publié.
L'édition Collector contient une statue de Batman, un livre d'art, Batman: Arkham City – The Album de WaterTower Music, le film d'animation Batman : Contes de Gotham, et quelques contenus annexes,. En juillet 2011, il est révélé que la version Microsoft Windows utilise Games for Windows Live (GFWL) pour accéder à des services en ligne. Cependant, le jeu et sa suite sont retirés de GFWL et SecuROM le 17 octobre 2013. Le 25 octobre 2011 sort un pack contenant une Xbox 360 sur le thème de Batman, un DVD de Batman : Contes de Gotham, un DVD de Green Lantern et le jeu vidéo Green Lantern : La Révolte des Manhunters. Une offre groupée contenant ces articles et un périphérique Kinect est aussi commercialisée.
Le 23 avril 2012, une édition « Jeu de l'année » est annoncée, contenant le jeu et tous les contenus téléchargeables. Un téléchargement gratuit du film d'animation Batman: Year One est également inclus dans les versions commercialisées aux États-Unis et au Canada,. L'illustration de la jaquette est largement critiquée en raison de l'importante place prise par les citations des critiques et la description du contenu additionnel, qui éclipsent le nom du jeu. Certains critiques affirment qu'elle est l'une des pires jamais réalisées,,. L'édition « Jeu de l'année » est aussi développée pour OS X par Feral Interactive et publiée le 13 décembre 2012.
La version Wii U d'Arkham City, intitulée Batman: Arkham City - Armored Edition, est développée par WB Games Montréal et sort le 18 novembre 2012, parallèlement au lancement de la console en Amérique du Nord. La version contient tout le contenu disponible des versions précédentes, plus un mode Battle Armored Tech, la prise en charge du GamePad et d'autres ajouts.
Batman: Return to Arkham, développé par Virtuos, est une compilation comprenant des versions remasterisées d'Arkham Asylum et d'Arkham City utilisant l'Unreal Engine 4 pour la PlayStation 4 et la Xbox One, sortie le 18 octobre 2016. De plus, les deux jeux incluent tous les contenus téléchargeables précédemment publiés, et présentent des graphismes améliorés, des modèles et des environnements mis à jour, ainsi que des améliorations de l'éclairage et des effets. Batman: Arkham Trilogy, développé par Turn Me Up, propose un portage d'Arkham Asylum, Arkham City et Arkham Knight pour la Nintendo Switch en décembre 2023,. Ces versions ne sont pas basées sur les versions Return to Arkham, mais plutôt sur les versions originales, fondées sur l'Unreal Engine 3.

### Marketing
Une première bande-annonce apparait en décembre 2009 et montre le Joker dans un état critique, apparemment toujours en convalescence après les événements du premier jeu, dont Harley Quinn prend soin, alors qu'en parallèle, Gotham sombre dans le chaos. En décembre 2010, deux bandes-annonces dévoilent une unité militaire appelée « TYGER One », qui est chargée de la sécurité du quartier d'Arkham City, essayant d'interpeller Batman, et montrent un soldat interrogé par Hugo Strange, qui annonce connaître la véritable identité de Batman.

Campagne marketing pour le jeu sur la façade de la San Diego Comic-Con.

La campagne marketing d'Arkham City est conçue pour toucher un public autre que les fans de super-héros et pour attirer les consommateurs attachés aux séries de jeux de tir à la première personne telles que Call of Duty. Batman étant déjà une icône culturelle très appréciée des fans de super-héros, l'équipe marketing décide de mettre l'accent sur d'autres éléments du personnage susceptibles d'attirer les amateurs de jeux de tir à la première personne et de jeux d'action. Des photographies en noir et blanc de personnalités emblématiques, telles que l'inventeur Steve Jobs et l'acteur James Dean, servent d'inspiration et de base à la campagne marketing finale utilisée dans les publicités et sur la jaquette du jeu. Cette campagne fait l'objet de 120 couvertures de magazines et cible environ 15 millions de consommateurs par le biais de divers réseaux sociaux et produits Warner Bros. En avril 2012, trois bandes-annonces de gameplay sont visionnées environ 6 millions de fois. La partie virale de la campagne comprend plusieurs enregistrements audio entre des personnages du jeu, chaque enregistrement pouvant être trouvé en résolvant une énigme. La campagne entière a pris plus d'un an à être développée et son coût est estimé à au moins 10 millions de dollars.
Une série de bandes dessinées en six numéros, également intitulée Batman: Arkham City, est publiée le 11 mai 2011. La série, faisant le lien entre Arkham Asylum et Arkham City, est écrite par Paul Dini et dessinée par Carlos D'Anda,. Warner Bros. produit également des jouets basés sur les personnages par l'intermédiaire de Mattel, des cartes Hallmark, des manettes de jeux vidéo en forme de batarang, et des vêtements.
Toys "R" Us, situé à Times Square à New York, met en vente 500 exemplaires de Batman: Arkham City le 17 octobre 2011, un jour avant la sortie officielle du jeu. Les cent premiers clients reçoivent un jeu dédicacé par Jim Lee, coéditeur de DC Entertainment, Kevin Conroy, interprète de Batman, et Sefton Hill, directeur du jeu.

### Contenus téléchargeables additionnels

#### Bonus de précommande
Warner Bros. s'associe à plusieurs entreprises dans le monde pour fournir du contenu bonus pour les précommandes,. Ces contenus à télécharger contiennent différentes tenues pour Batman, chacune faisant référence à plusieurs adaptations vidéoludiques, cinématographiques et de comics. Une tenue Sinestro Corps exclusive à la PlayStation 3 est révélée en août 2011. À l'origine, elle ne pouvait être débloquée qu'à l'aide d'un code unique obtenu en achetant la version longue du film Green Lantern en Blu-ray.
L'acolyte de Batman, Robin, est disponible en tant que personnage jouable pour les cartes défis, avec ses propres techniques de combat et gadgets,. D'autres skins de Robin sont également publiés, notamment son apparence dans Batman: The Animated Series et la tenue de Red Robin. Le personnage est accompagné de deux cartes défis exclusives qui se déroule dans la base de l'aciérie Sionis du Joker. Le contenu de la précommande est considéré comme une « opportunité d'accès anticipé », confirmant que tout le contenu serait disponible en téléchargement après la date de sortie du jeu,. Les précommandes pour Arkham City dépassent de plus de 200 % celles d'Arkham Asylum.

#### Contenus téléchargeables postérieurs à la sortie
Les versions Xbox 360 et PlayStation 3 reçoivent un code unique qui débloque le DLC Catwoman, contenant une série de missions pour Catwoman, avec des armes et des techniques uniques,. Bien que les missions soient présentées comme faisant partie du jeu principal, le 13 octobre 2011, Warner Bros. annonce qu'elles sont restreintes aux nouveaux achats,. Les utilisateurs peuvent également acheter le contenu séparément. Un représentant de Warner Bros. confirme qu'il n'est pas nécessaire d'incarner Catwoman pour terminer le jeu. La version PC du jeu inclut le DLC, sans nécessiter de téléchargement ou d'installation supplémentaire pour y avoir accès.
Le pack Nightwing, sorti le 1er novembre 2011, inclut Nightwing, l'allié de Batman, en tant que personnage jouable pour les cartes défis du jeu et deux cartes défis supplémentaires. Harley Quinn's Revenge (Harley Quinn se venge), une extension de campagne, sort le 29 mai 2012 sur PlayStation 3 et Xbox 360, avec une version PC une semaine plus tard. La campagne propose une nouvelle histoire, de nouvelles zones, de nouveaux ennemis, ainsi que Batman et Robin comme personnages jouables. L'histoire se déroule deux semaines après les événements d'Arkham City. La méga-prison a depuis été évacuée, mais Quinn revient et s'installe dans l'ancienne base du Joker. Le jeu suit les recherches de Robin pour retrouver Batman, qui a disparu alors qu'il chassait Quinn,. Harley Quinn est résolue à se venger de Batman, qu'elle prend pour responsable de la mort de son amour toxique, le Joker.

### Problèmes techniques
Au cours de la semaine de lancement, des problèmes sont constatés dans le contenu déblocable par un code. Certains clients découvrent que le code est absent de leur exemplaire, ce qui les empêche d'obtenir les missions de l'histoire de Catwoman. Le problème est signalé par des clients au Canada, aux États-Unis et au Royaume-Uni. Warner Bros. publie une déclaration affirmant que les codes manquants affectent moins de 0,5 % des clients. Lors de la sortie au Royaume-Uni, un problème technique rend le jeu injouable pour certains joueurs, les faisant sortir du jeu avec un message d'erreur indiquant que le « contenu téléchargeable est corrompu ». Sarah Wellock, responsable de la communauté européenne de Rocksteady, affirme que le problème est lié aux systèmes PlayStation Network et Xbox Live.
Début novembre 2011, Rocksteady confirme qu'il enquête sur les rapports de nombreux utilisateurs selon lesquels les fichiers de sauvegarde de la version Xbox 360 du jeu sont effacés sans avertissement, ce qui entraîne la perte de la progression des joueurs et l'impossibilité de terminer le jeu,. Au lancement, des problèmes de performance apparaissent pour la version PC lorsque les fonctionnalités DirectX 11 sont activées. Le studio reconnait l'inconvénient et recommande d'exécuter le jeu avec DirectX 9, jusqu'à ce qu'une mise à jour du titre soit publiée pour résoudre ce problème,.

## Accueil

### Critique
Arkham City obtient des critiques très positives de la presse spécialisée,. Selon l'agrégateur de notes Metacritic, les versions PlayStation 3 et Xbox 360 obtiennent respectivement une note moyenne de 96/100 et 94/100 basées sur 42 et 87 critiques, et la version Microsoft Windows une note moyenne de 91/100 basée sur 27 critiques. Enfin, la version Wii U reçoit une note moyenne de 85/100 basée sur 37 critiques. Peu après sa sortie, le jeu entre dans le Livre Guinness des records en tant que « jeu de super-héros le mieux noté de tous les temps ». Il obtient ce titre grâce à un score de 96,12 %, calculé à partir de tests papiers et numériques du monde entier, détrônant le précédent détenteur du record, Arkham Asylum, dont la moyenne culminait à 91,67 %. Selon Metacritic, la version PlayStation 3 du jeu est le jeu le mieux noté de 2011 et, tous formats confondus, le jeu est classé à égalité avec le jeu de rôle The Elder Scrolls V: Skyrim comme le jeu le mieux noté de 2011, ce qui fait d'Arkham City le sixième jeu le mieux noté de tous les temps. 
Game Informer attribue au jeu la note maximale, le qualifiant de « meilleur jeu vidéo à licence jamais réalisé »,. Le magazine déclare que le jeu pourrait être le plus grand et le plus agréable de 2011, et conclut qu'il surpasse Arkham Asylum « à tous les égards et s'impose comme l'une des plus grandes réussites de l'univers de Batman »,. Joystiq fait l'éloge du souci du détail et de l'excellence de la conception de l'environnement du jeu, félicitant Rocksteady pour avoir réussi à « insuffler la vie dans un monde d'une beauté stupéfiante ; un monde qui bourdonne non seulement d'opportunités, mais aussi d'ambition »,. Le site critique néanmoins la narration du jeu qui ne sert que de prétexte pour rencontrer des méchants, qui sont des punching-balls sans profondeur de caractère, et les dialogues des personnages qui sont clichés. Joystiq considère enfin les défis de l'Homme-mystère comme « frustrants » lorsque le joueur n'a pas les objets nécessaires pour les relever.
Eurogamer estime que le jeu ne procure pas le même effet de surprise que son prédécesseur, mais salue l'amélioration générale des boss, des animations et de l'étendue des activités disponibles. Il déclare que l'environnement du jeu est complexe et très détaillé, et que les capacités fournies pour le parcourir font qu'il est « difficile de ne pas se sentir comme le plus grand détective du monde »,. IGN déclare que « le doublage, les défis, l'introduction étonnante, la fin incroyable et la sensation d'être le Chevalier Noir [...] sont les choses qui ressortent »,. Aussi, il estime que les missions de Catwoman constituent un réel changement de rythme amusant par rapport au gameplay principal, et il apprécie grandement l'option permettant de rejouer le jeu avec les capacités débloquées et des ennemis plus difficiles.
Le Daily Telegraph fait l'éloge de la sensation de satisfaction que procure le jeu lorsqu'on découvre et maîtrise les capacités des personnages, ainsi que de la brutalité époustouflante du système de combat amélioré. La campagne centrée autour de Catwoman est qualifiée de « délice » et de contraste parfait avec la force de Batman, mais sa durée assez courte est regrettée. Le Guardian qualifie Arkham City de meilleur jeu Batman de tous les temps, louant la variété des missions secondaires et du contenu, le grand nombre de personnages emblématiques et les missions de l'Homme-mystère. L'Official PlayStation Magazine australien lui attribue la note maximale, déclarant qu'il « n'est pas seulement le meilleur jeu de super-héros jamais réalisé, c'est l'un des meilleurs jeux jamais réalisés [...]. Il donne vie à l'univers du justicier masqué mieux que n'importe quelle bande dessinée, film ou émission de télévision avant lui »,. Le magazine allemand Play3 lui attribue une note de 92 % en le qualifiant de meilleur jeu de super-héros jamais réalisé. GamesMaster lui attribue une note de 97 %, déclarant qu'il s'agit de « l'étalon-or par lequel tous les futurs jeux vidéo devraient être jugés »,.
Batman: Arkham City - Armored Edition pour Wii U reçoit un accueil positif. Eurogamer critique néanmoins les performances techniques, dont les problèmes de qualité visuelle et d'inconstance du taux d'images par seconde. EGM estime, quant à lui, que le système optionnel B.A.T. rend certaines batailles trop faciles et, qu'en général, il s'agit d'une « version clairement inférieure » du jeu en raison de bugs et de gadgets superflus. Nintendo World Report explique que certaines utilisations de la manette Wii U en font peut-être « la meilleure façon de découvrir Arkham City », que le jeu est « au même niveau, voire meilleur, visuellement » que ses homologues, mais que certaines nouvelles fonctionnalités nuisent à l'expérience de jeu. Joystiq apprécie la présence d'une carte affichée en permanence et l'interface tactile, et complimente l'utilisation de la réalité augmentée pour explorer les scènes de crime. GameRevolution fait l'éloge de la gestion en temps réel des informations, des améliorations et de l'équipement qui, selon lui, rend Batman plus vulnérable, à l'inverse de Nintendo World Report qui critique cet aspect du jeu.
Le contenu téléchargeable Harley Quinn's Revenge est généralement bien accueilli. IGN déclare qu'il satisfait à toutes les attentes que l'on pouvait avoir mais critique tout de même le manque de variété dans les missions et l'absence de conclusion à certaines intrigues. Eurogamer estime que Harley Quinn fonctionne aussi bien que le Joker en tant que point focal de la narration et que Robin est très amusant à jouer, mais critique le DLC pour son manque d'originalité et pour n'avoir offert rien de nouveau par rapport au jeu principal. Kotaku est très critique en expliquant qu'il s'agit d'un voyage sans émotion et sans conclusion, composé de matériel inutilisé du jeu principal.

### Ventes
Arkham City est l'un des jeux qui s'est le plus rapidement vendu de l'histoire. Dans le monde entier, deux millions d'unités sont vendues au cours de la première semaine de commercialisation, sur environ 4,6 millions d'unités mises en vente. Il s'agit de chiffres en forte augmentation par rapport aux 4,3 millions d'unités vendues d'Arkham Asylum depuis sa sortie. Le 8 février 2012, il est annoncé que plus de six millions d'unités du jeu ont été produites depuis sa sortie.
Au cours de sa première semaine de vente au Royaume-Uni, Arkham City est le jeu le plus vendu sur tous les formats disponibles, remplaçant FIFA 12 en tête des classements sur PlayStation 3, Xbox 360, et tous formats confondus. Il devient le quatrième plus gros lancement de 2011 après FIFA 12, Gears of War 3 et L.A. Noire. Il devient le plus grand lancement de jeu au Royaume-Uni dans l'histoire de Warner Bros., doublant les ventes de la première semaine d'Arkham Asylum. Il est le dixième jeu le plus vendu de l'année 2011, en n'ayant été disponible qu'environ dix semaines au cours de celle-ci, et le 34e jeu le plus vendu de 2012,.
Selon NPD Group, Arkham City est le deuxième jeu le plus vendu aux États-Unis en octobre 2011, avec 1,5 million d'exemplaires vendus dans tous les formats disponibles, le dixième jeu le plus vendu en novembre et le septième jeu le plus vendu en 2011. GameFly annonce qu'il s'agit du jeu le plus demandé à la location en 2011, devançant Call of Duty: Modern Warfare 3.
En juillet 2020, il est annoncé par le responsable marketing du jeu que, pendant sa première année de commercialisation, le jeu s'est écoulé à 12,5 millions d'unités pour un revenu de plus de 600 millions de dollars.

### Récompenses
Arkham City remporte de nombreux prix lors des Spike Video Game Awards, notamment meilleur personnage (pour le Joker), meilleur jeu Xbox 360, meilleur jeu d'action-aventure et meilleure adaptation. Il y reçoit aussi des nominations pour la meilleure bande originale, meilleur graphisme, meilleure performance féminine, meilleure performance masculine, bande-annonce de l'année, studio de l'année, jeu de l'année et jeu de la décennie,. Lors des Interactive Achievement Awards (désormais connus sous le nom de D.I.C.E. Awards), Arkham City reçoit le prix du jeu d'aventure de l'année et est nommé pour le jeu de l'année et pour des réalisations exceptionnelles dans les domaines de l'animation, de la direction artistique, du gameplay et de la direction du jeu. Le jeu remporte deux prix aux BAFTA Awards pour la meilleure performance (Mark Hamill) et le meilleur jeu d'action, et reçoit des nominations pour sa direction artistique, sa conception audio, sa conception, sa musique originale, son histoire, comme meilleur jeu et pour le prix du public. Paul Crocker, Paul Dini, et Sefton Hill sont nommés lors des Writers Guild of America, et Crocker remporte le prix du meilleur script par la Writers' Guild of Great Britain. La National Academy of Video Game Trade Reviewers récompense le jeu dans les catégories conception des contrôles et lumière/texture. Le jeu est également récompensé comme meilleur jeu d'action-aventure par les Satellite Awards. Lors des Develop Awards, le jeu gagne dans la catégorie meilleure adaptation.
Le Daily Telegraph décerne au jeu le prix de la meilleure musique originale et le prix du jeu de l'année : « En tant que jeu vidéo, il s'agit d'une œuvre magnifique, mais il brille également en tant que pièce unique et conçue avec tendresse de la fiction Batman »,. Le journal nomme également le jeu dans les catégories de meilleur réalisateur, meilleure performance d'acteur et meilleur développeur. Le jeu est nommé pour le jeu de l'année et la meilleure conception aux Game Developers Choice Awards. Arkham City reçoit plusieurs distinctions de la part de GameTrailers, dont meilleur jeu Xbox 360, meilleur jeu PC et meilleur jeu d'action/aventure. Il remporte le prix du meilleur jeu d'action-aventure aux Golden Joystick Awards, et est nommé pour le meilleur moment de jeu, le meilleur DLC, et le jeu de l'année,. Les BTVA Voice Acting Awards récompensent le jeu dans les catégories meilleure performance vocale masculine (Mark Hamill) et meilleur ensemble vocal dans un jeu vidéo.
En novembre 2012, Time désigne Arkham City comme l'un des 100 meilleurs jeux vidéo de tous les temps et déclare : « Il est difficile d'imaginer un meilleur jeu de super-héros que Batman: Arkham City. Il est également difficile d'imaginer un meilleur jeu vidéo en général »,. Toujours en novembre, Entertainment Weekly le désigne comme l'un des dix meilleurs jeux de la dernière décennie. En 2013, Game Informer le qualifie comme le meilleur jeu de super-héros de tous les temps, et GamingBolt le classe 62e de sa liste des 100 plus grands jeux vidéo jamais réalisés. En 2014, Empire le place en 12e position sur sa liste des 100 plus grands jeux vidéo de tous les temps, devant Arkham Asylum en 28e position. PC Gamer le nomme 68e meilleur jeu PC et IGN le classe 24e meilleur jeu PC de la décennie précédente et 16e meilleur jeu de cette génération de consoles,. Metacritic, The Hollywood Reporter, Forbes et IGN classent Arkham City parmi les meilleurs jeux vidéo de la décennie 2010-2019,,,.
| Année | Récompense                                     | Catégorie                                                                   | Résultat   | Ref.    |
| ----- | ---------------------------------------------- | --------------------------------------------------------------------------- | ---------- | ------- |
| 2011  | Game Critics Awards                            | Meilleur jeu                                                                | Nomination | [ 204 ] |
| 2011  | Game Critics Awards                            | Meilleur jeu d'action-aventure                                              | Nomination | [ 204 ] |
| 2011  | Game Critics Awards                            | Meilleure jeu console                                                       | Nomination | [ 204 ] |
| 2011  | Spike Video Game Awards                        | Meilleur jeu d'action-aventure                                              | Lauréat    | ,       |
| 2011  | Spike Video Game Awards                        | Meilleure adaptation                                                        | Lauréat    | ,       |
| 2011  | Spike Video Game Awards                        | Meilleurs graphismes                                                        | Nomination | ,       |
| 2011  | Spike Video Game Awards                        | Meilleure bande son                                                         | Nomination | ,       |
| 2011  | Spike Video Game Awards                        | Meilleure performance masculine (Mark Hamill)                               | Nomination | ,       |
| 2011  | Spike Video Game Awards                        | Meilleure performance féminine (Tara Strong)                                | Nomination | ,       |
| 2011  | Spike Video Game Awards                        | Meilleur studio                                                             | Nomination | ,       |
| 2011  | Spike Video Game Awards                        | Meilleur jeu Xbox 360                                                       | Lauréat    | ,       |
| 2011  | Spike Video Game Awards                        | Meilleur personnage (Joker)                                                 | Lauréat    | ,       |
| 2011  | Spike Video Game Awards                        | Jeu de l'année                                                              | Nomination | ,       |
| 2011  | Spike Video Game Awards                        | Meilleure bande annonce                                                     | Nomination | ,       |
| 2011  | 16e cérémonie des Satellite Awards             | Meilleur jeu d'action-aventure                                              | Lauréat    | [ 186 ] |
| 2011  | National Academy of Video Game Trade Reviewers | Jeu de l'année                                                              | Nomination | [ 185 ] |
| 2011  | National Academy of Video Game Trade Reviewers | Meilleure conception 3D                                                     | Lauréat    | [ 185 ] |
| 2011  | National Academy of Video Game Trade Reviewers | Meilleure conception de jeu                                                 | Nomination | [ 185 ] |
| 2011  | National Academy of Video Game Trade Reviewers | Meilleures textures et lumières                                             | Lauréat    | [ 185 ] |
| 2011  | National Academy of Video Game Trade Reviewers | Meilleure suite d'un jeu d'action                                           | Nomination | [ 185 ] |
| 2011  | BTVA Voice Acting Awards                       | Meilleure distribution vocale                                               | Lauréat    | [ 191 ] |
| 2011  | BTVA Voice Acting Awards                       | Meilleure performance vocale féminine (Grey DeLisle-Griffin et Tara Strong) | Nomination | [ 191 ] |
| 2011  | BTVA Voice Acting Awards                       | Meilleure performance vocale masculine (Mark Hamill et Corey Burton)        | Lauréat    | [ 191 ] |
| 2012  | Interactive Achievement Awards                 | Jeu de l'année                                                              | Nomination | ,       |
| 2012  | Interactive Achievement Awards                 | Jeu d'aventure de l'année                                                   | Lauréat    | ,       |
| 2012  | Interactive Achievement Awards                 | Meilleure animation                                                         | Nomination | ,       |
| 2012  | Interactive Achievement Awards                 | Meilleure direction artistique                                              | Nomination | ,       |
| 2012  | Interactive Achievement Awards                 | Meilleure réalisation                                                       | Nomination | ,       |
| 2012  | Interactive Achievement Awards                 | Meilleure gameplay                                                          | Nomination | ,       |
| 2012  | Writers Guild of America                       | Meilleure écriture                                                          | Nomination | [ 183 ] |
| 2012  | Develop Awards                                 | Meilleure adaptation                                                        | Lauréat    | [ 187 ] |
| 2012  | Game Developers Choice Awards                  | Meilleure conception                                                        | Nomination | [ 166 ] |
| 2012  | Game Developers Choice Awards                  | Jeu de l'année                                                              | Nomination | [ 166 ] |
| 2012  | British Academy Games Awards                   | Meilleure jeu d'action                                                      | Nomination | ,       |
| 2012  | British Academy Games Awards                   | Meilleure direction artistique                                              | Nomination | ,       |
| 2012  | British Academy Games Awards                   | Meilleur audio                                                              | Nomination | ,       |
| 2012  | British Academy Games Awards                   | Jeu de l'année                                                              | Nomination | ,       |
| 2012  | British Academy Games Awards                   | Meilleure conception                                                        | Nomination | ,       |
| 2012  | British Academy Games Awards                   | Meilleure bande originale                                                   | Nomination | ,       |
| 2012  | British Academy Games Awards                   | Meilleure performance (Mark Hamill)                                         | Lauréat    | ,       |
| 2012  | British Academy Games Awards                   | Meilleure histoire                                                          | Nomination | ,       |
| 2012  | Golden Joystick Award                          | Meilleure jeu d'action-aventure                                             | Lauréat    | ,       |
| 2012  | Golden Joystick Award                          | Meilleur DLC                                                                | Nomination | ,       |
| 2012  | Golden Joystick Award                          | Meilleur moment dans un jeu                                                 | Nomination | ,       |
| 2012  | Golden Joystick Award                          | Jeu de l'année                                                              | Nomination | ,       |
| 2012  | Spike Video Game Awards                        | Jeu de la décennie                                                          | Nomination | [ 178 ] |
| 2012  | Writers' Guild of Great Britain                | Meilleur script                                                             | Lauréat    | [ 184 ] |

## Postérité

### Batman: Arkham City Lockdown
Un jeu dérivé, intitulé Batman: Arkham City Lockdown, est développé par NetherRealm Studios pour iOS et sort le 7 décembre 2011. Se déroulant avant Arkham City, les joueurs utilisent les commandes de l’écran tactile pour combattre divers ennemis en face-à-face, tels que Solomon Grundy, le Joker, Double-Face ou encore le mercenaire Deathstroke. Vaincre des ennemis permet de gagner des points qui peuvent être utilisés pour améliorer les statistiques de Batman ou pour débloquer des gadgets ou des costumes.

### Suites
Arkham City est le deuxième projet vidéoludique de la franchise Batman: Arkham, composée de plusieurs suites, dérivés et comics. Batman: Arkham Origins, le successeur d'Arkham City, est annoncé en avril 2013 et met en scène Batman à ses débuts en tant que justicier masqué. Cette préquelle est développé par WB Games Montréal pour PlayStation 3, Wii U, Windows et Xbox 360, et sort le 25 octobre 2013. Se déroulant plusieurs années avant les événements d'Arkham Asylum, Arkham Origins suit un Batman plus jeune et moins expérimenté, la veille de Noël dans les rues de Gotham City, alors qu'il affronte huit assassins mortels. Un titre séparé, Batman: Arkham Origins Blackgate, est développé pour la Nintendo 3DS et la PlayStation Vita par Armature Studio, et sort le même jour. Paul Dini déclare qu'il ne sera pas impliqué dans l'écriture d'une suite et explique que Warner Bros. et Rocksteady lui ont suggéré d'aller travailler ailleurs si on le lui proposait. De plus, la scène post-générique du titre sert d'introduction à l'équipe de super-vilains Suicide Squad, qui est mise en avant dans le film d'animation Batman : Assaut sur Arkham sorti en 2014, puis dans le jeu dérivé Suicide Squad: Kill the Justice League sorti en février 2024,.
Batman: Arkham Knight, le successeur d'Arkham Origins, est annoncé en mars 2014. Développé par Rocksteady pour PlayStation 4, Windows et Xbox One, le jeu sort le 23 juin 2015 et constitue le chapitre final de la série principale. Arkham Knight se déroule neuf mois après les événements d'Arkham City et suit Batman face à l'assaut de Gotham City par l'Épouvantail, et son allié, le Chevalier d'Arkham,,.